# Carl Severing

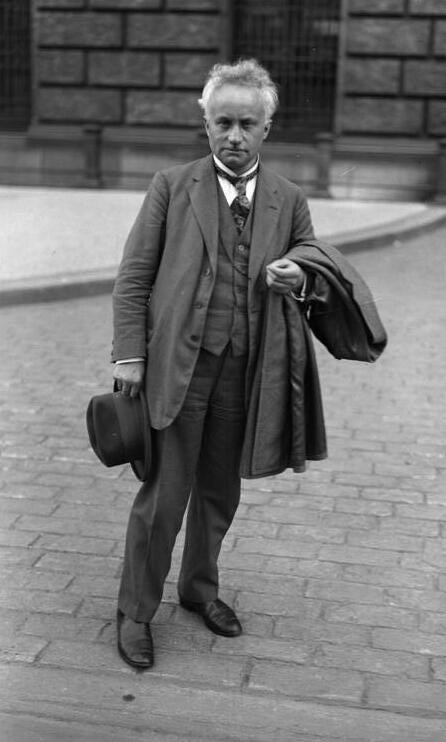
Severing (August 1928)

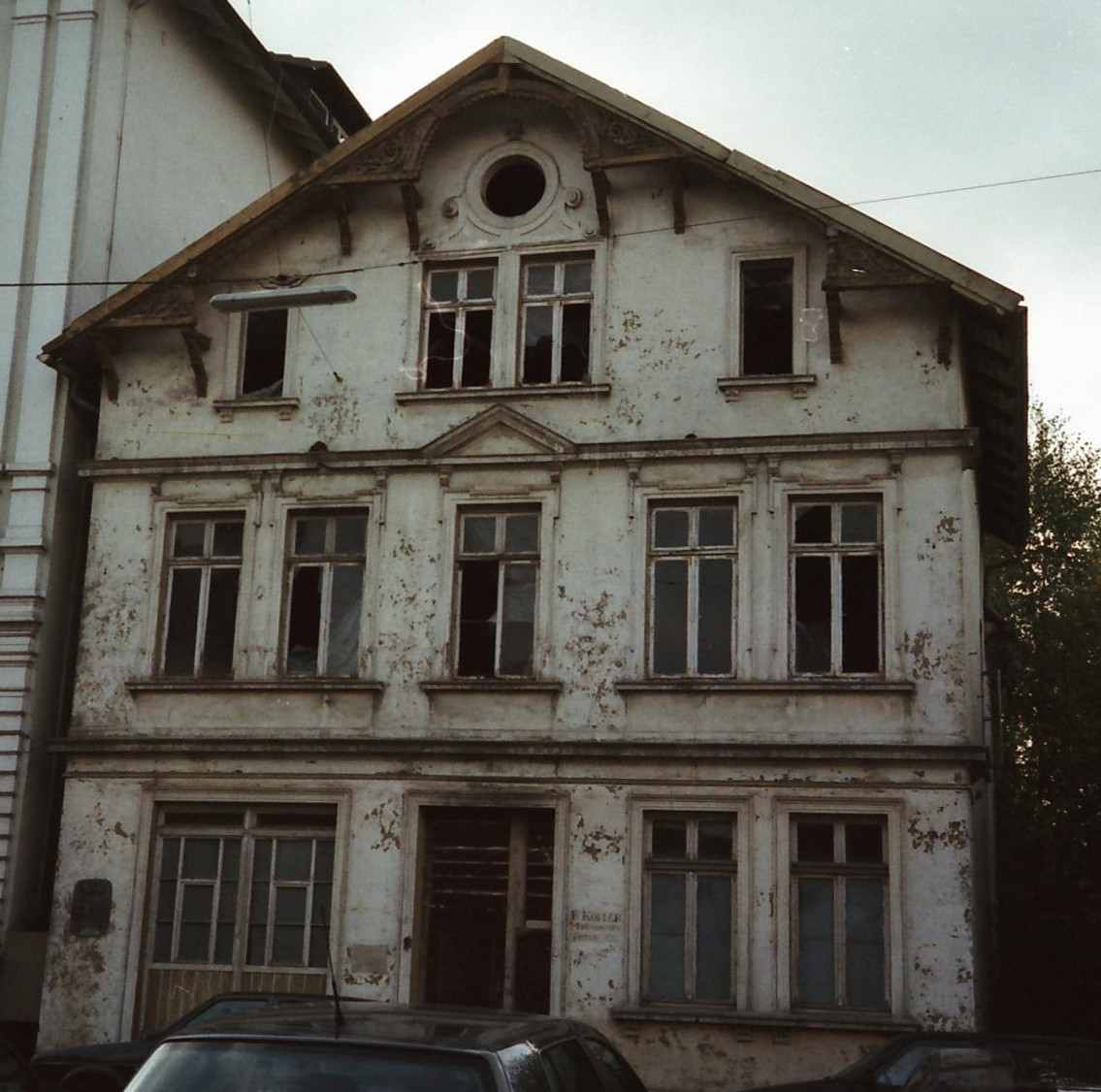
Geburtshaus Carl Severings, Herford, Löhrstr. 8

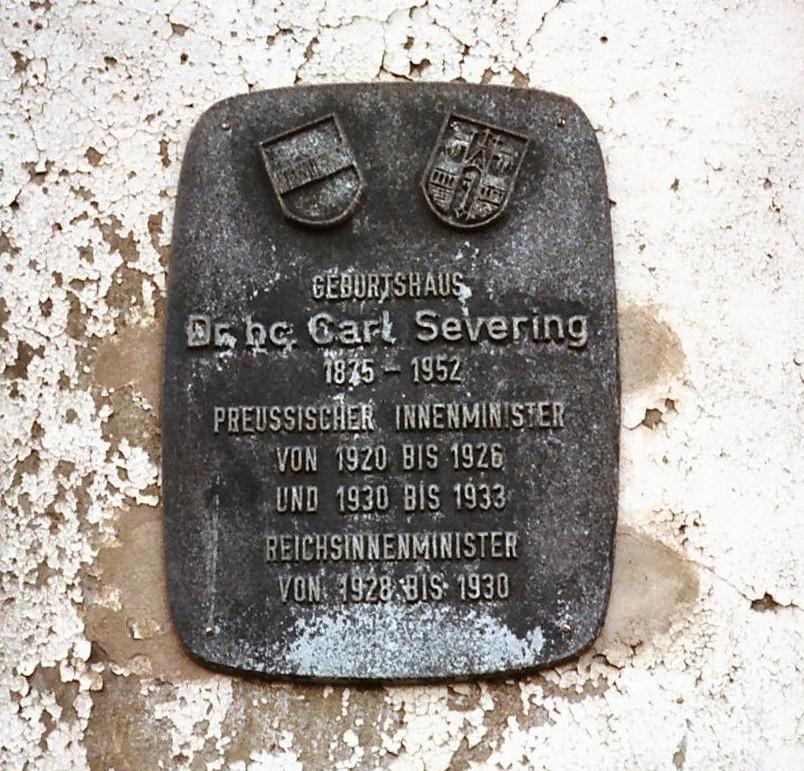
Gedenktafel am Haus

Carl Wilhelm Severing (* 1. Juni 1875 in Herford; † 23. Juli 1952 in Bielefeld) war ein sozialdemokratischer Politiker.
Er galt als Vertreter des rechten Parteiflügels. Über Jahrzehnte kam ihm im Parteibezirk Ostwestfalen und Lippe eine Führungsrolle zu. Severing agierte als Mitglied des Reichstages während des Deutschen Kaiserreichs und der Weimarer Republik. Eine überregional bedeutende Rolle spielte er erstmals 1919/20 als Reichs- und Staatskommissar im Ruhrgebiet.
In den Jahren 1920 bis 1926 trieb er im Freistaat Preußen als Innenminister die Demokratisierungspolitik von Verwaltung und Polizei entscheidend voran. Im zweiten Kabinett von Hermann Müller bekleidete Severing von 1928 bis 1930 das Amt des Reichsinnenministers. In der Endphase der Republik war er von 1930 bis 1932 noch einmal preußischer Innenminister.
Während der Zeit des Nationalsozialismus lebte er als Pensionär in Bielefeld. Nach Kriegsende betätigte sich Severing erneut politisch. Er war unter anderem Vorsitzender der SPD in Ostwestfalen-Lippe und Landespolitiker in Nordrhein-Westfalen.

## Leben und Wirken in der Zeit des Kaiserreichs

### Herkunft und erste politische Erfahrungen

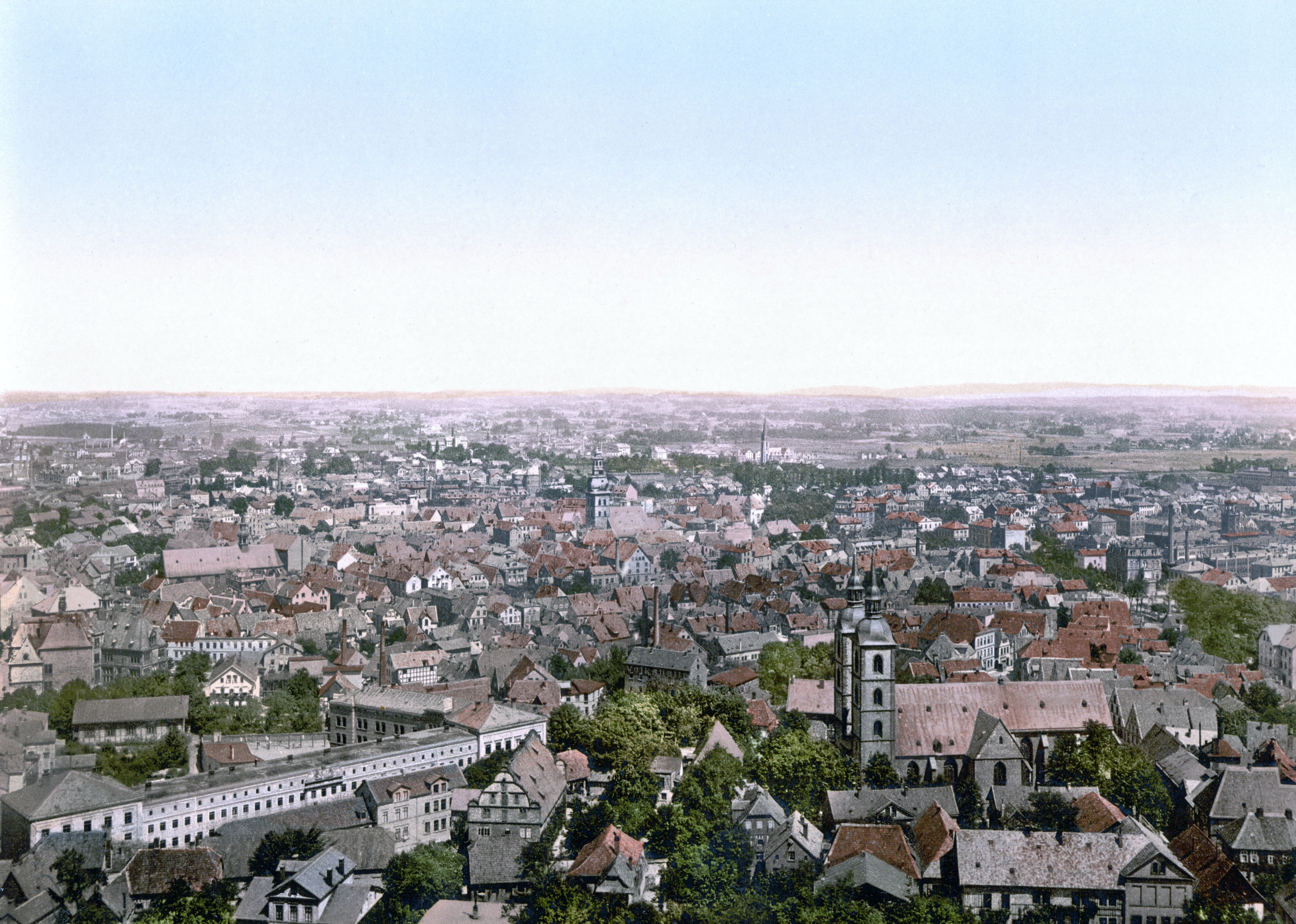
Blick auf Bielefeld um 1895

Carl Severing entstammt einer Herforder Arbeiterfamilie. Er wurde er als Sohn von Martin Bernhard Ludwig Gottfried Severing (1843–1917) und dessen Frau Caroline Johanne, geb. Twelker (1848–1922), geboren und wuchs in beengten Verhältnissen auf. Sein Vater arbeitete als Zigarrensortierer, seine Mutter als Weißnäherin. Die Familie war protestantisch. Sie geriet in Not, als der Vater psychisch erkrankte. Carl und ein Halbbruder mussten der Mutter beim Sortieren der Zigarren helfen, eine Tätigkeit, die in Heimarbeit verrichtet wurde. Ein Pfarrer bot an, für Carl die Finanzierung des Besuchs einer höheren Schule zu organisieren. Er schlug vor, die Laufbahn eines Pfarrers einzuschlagen, was jedoch auf Ablehnung stieß, er wollte Musiker werden. Dieser Wunsch erwies sich jedoch als nicht finanzierbar. So begann Severing nach dem Besuch der Volksschule eine Schlosserlehre, die er im Jahr 1892 abschloss.
Politik spielte in der Familie keine Rolle, dennoch zeigte Carl bereits früh Interesse an der sozialistischen Arbeiterbewegung. Ein Kollege machte ihn mit ihren Zielen vertraut. Unmittelbar nach seiner Gesellenprüfung schloss Severing sich dem freigewerkschaftlichen Deutschen Metallarbeiter-Verband (DMV) an. Innerhalb der Organisation übernahm er bald erste Positionen. So war er Schriftführer und wurde 1893 bereits als Vertreter des DMV ins örtliche Gewerkschaftskartell gewählt. Im gleichen Jahr trat Severing für die Gründung eines sozialdemokratischen Lokalvereins in Herford ein. Diese Gründung war allerdings nicht von langer Dauer, und Severing sah sich gezwungen, 1894 zusammen mit einigen anderen einen zweiten Versuch zu wagen. Bereits zu dieser Zeit betätigte sich Severing als Korrespondent und Ansprechpartner der sozialdemokratischen Zeitung Volkswacht aus dem benachbarten Bielefeld. Dabei lernte er mit Carl Hoffmann und Carl Schreck die damals führenden Sozialdemokraten Bielefelds kennen, mit denen ihn später ein besonderes Vertrauens- und Arbeitsverhältnis verband.
Als Gründe für seinen Engagement in der Arbeiterbewegung gab er später an: „Die Beweggründe, die mich zum Anschluss an die Gewerkschaft, zum Eintritt in die sozialdemokratische Partei bestimmt haben (…) waren mehr vom Gefühl, vom Willen zur Freiheit und zum wirtschaftlichen Aufstieg als von wissenschaftlicher Erkenntnis eingegeben.“
Im Jahr 1894 verließ Severing Herford und zog nach Bielefeld. Dort gab er seine Beschäftigung im Handwerk auf und wechselte in die Industrie. Er fand eine Anstellung bei den Dürkopp-Werken. Auch in Bielefeld engagierte er sich in Partei und Gewerkschaft. 1896 spielte er eine führende Rolle bei einem gescheiterten Streik bzw. einer Aussperrung bei Dürkopp. Aus diesem Grund verlor er seinen Arbeitsplatz.

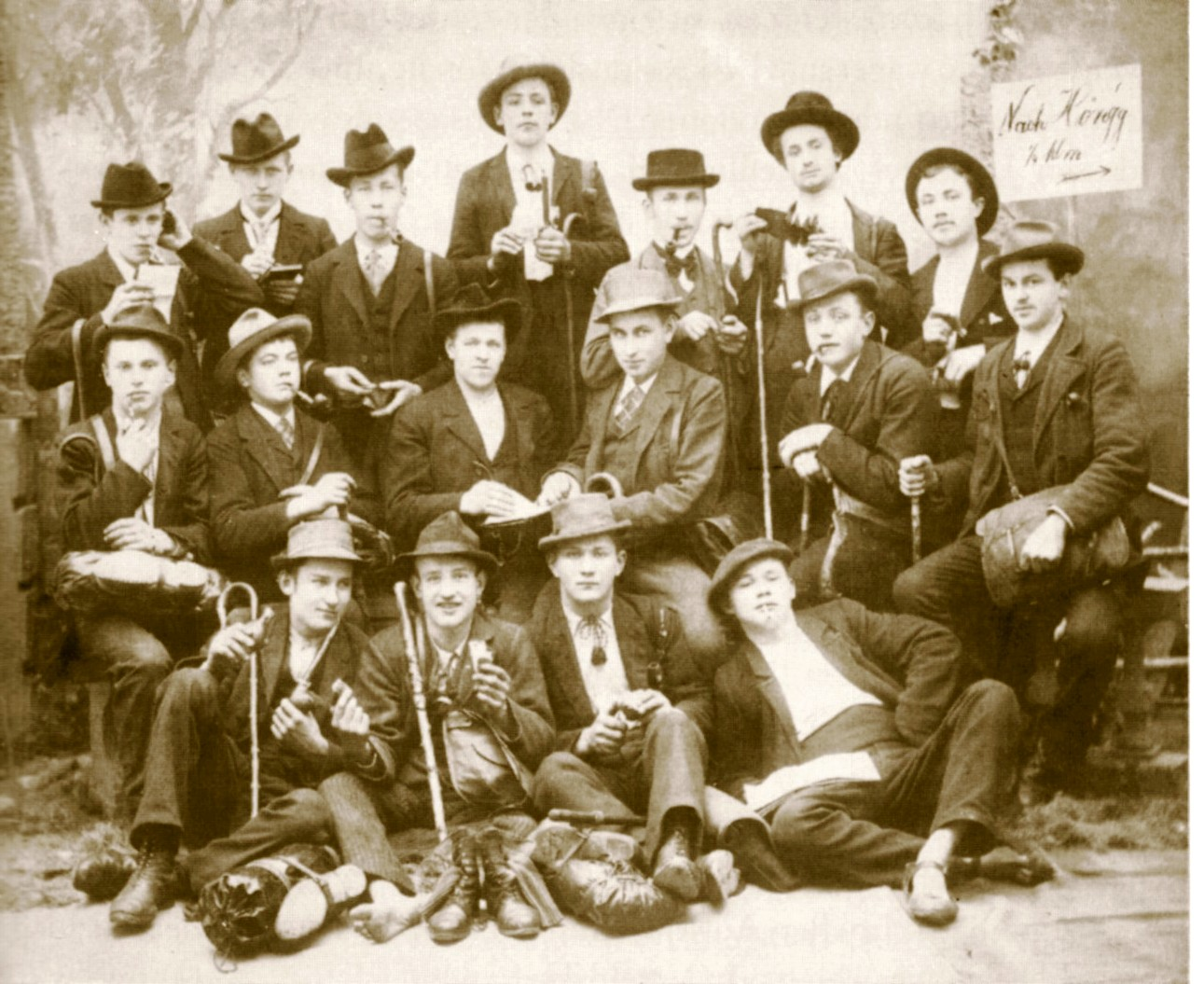
Deutsche Sozialdemokraten in Zürich (Severing befindet sich in der hinteren Reihe, der zweite neben dem Schild)

### Die Jahre in der Schweiz
Nach dem Arbeitsplatzverlust wanderte Severing südwärts und kam 1895 nach verschiedenen Stationen nach Zürich. Dort arbeitete er als Facharbeiter in einer Metallwarenfabrik und engagierte sich für den Schweizerischen Metallarbeiterverband, der für zugewanderte deutsche Arbeitskräfte eigenständige Teilorganisationen besaß. Ebenso fand er Anschluss an den „Ortsausschuss deutscher Sozialdemokraten“ und im deutschen Arbeiterbildungsverein „Eintracht.“ In den verschiedenen Vereinen etablierte sich Severing in kurzer Zeit als eine führende Persönlichkeit. In den Schweizer Jahren wurden Severings politische Ansichten deutlich radikaler. Seine Kritik an der Politik der Sozialdemokratie führte dazu, dass er seine Funktionen im Arbeiterbildungsverein niederlegte. In seinen Reden sprach er nun häufig von der „Weltrevolution“ und nicht mehr nur von der Verbesserung der politischen und sozialen Lage der Arbeiter. Aus der Ferne beobachtete er kritisch, dass sich in der SPD Ostwestfalens ein ausgeprägt pragmatischer Kurs durchsetzte und man sogar überlegte, an den wegen des Dreiklassenwahlrechts verpönten preußischen Landtagswahlen teilzunehmen. 1898 verließ er die Schweiz wieder und kehrte nach Bielefeld zurück.

### Aufstieg in der Bielefelder Arbeiterbewegung
Nach der Rückkehr aus der Schweiz heiratete Severing eine entfernte Verwandte (Emma Wilhelmine Twelker), die von ihm ein Kind erwartete. Aus der Ehe gingen zwei Kinder hervor. Das Verhältnis der Ehepartner zueinander entsprach den damaligen, eher kleinbürgerlich-patriarchalischen Verhaltensweisen. Die Frau blieb als Hausfrau ganz auf die Familie verwiesen. Severings traditionelles Rollenverständnis von Mann und Frau zeigte sich beispielsweise beim Studienbeginn seiner Tochter: Er erlaubte ihr zwar die Aufnahme eines Medizinstudiums, meinte aber, sie würde ohnehin nach ein paar Semestern aufgeben und heiraten.

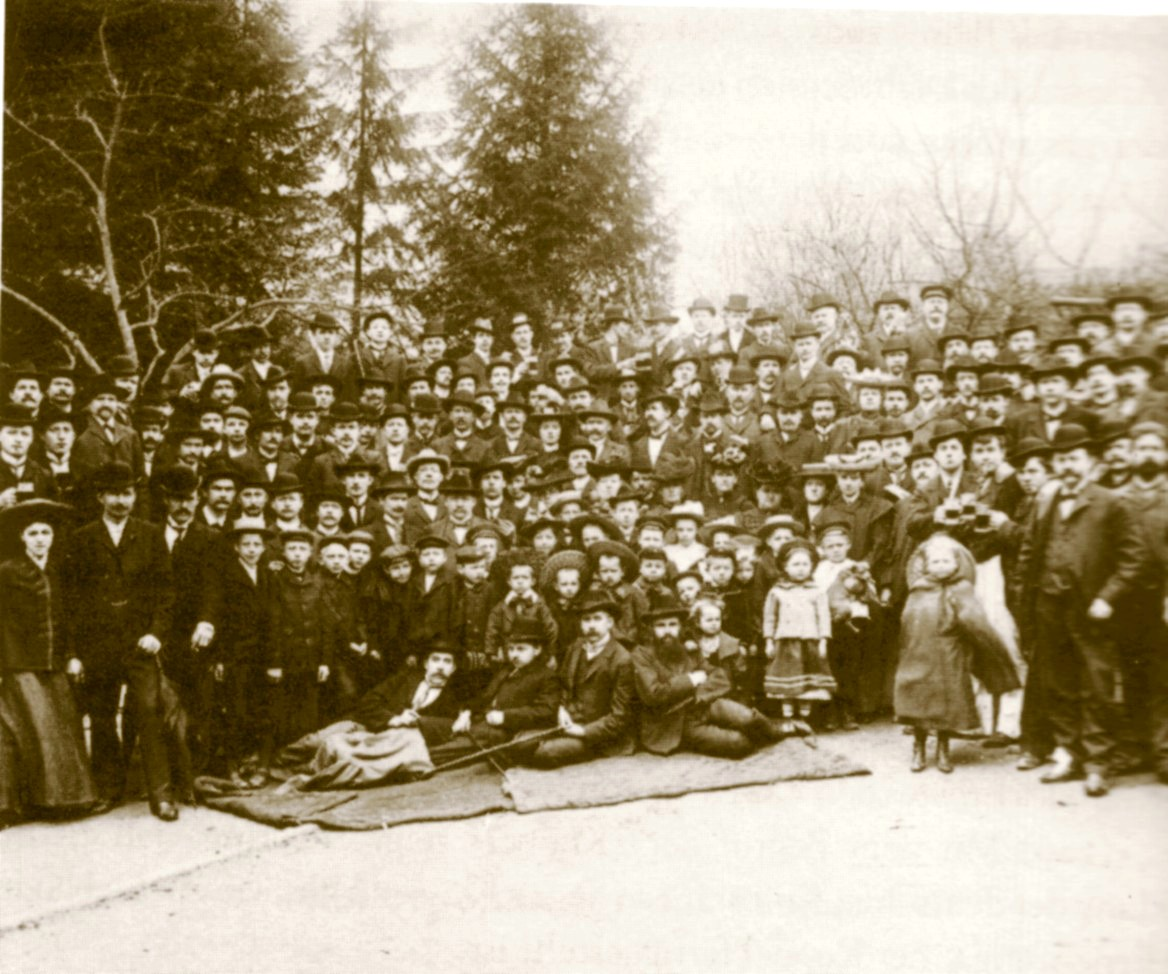
Maifeier 1905 in Bielefeld

Unmittelbar nach der Rückkehr engagierte er sich wieder in der regionalen Arbeiterbewegung. Vor den Bielefelder Sozialdemokraten hielt er 1899 einen ersten Vortrag, der sich mit der mangelhaften Volksschulbildung auseinandersetzte. Dagegen propagierte er Selbstbildung und Unterstützung durch sozialdemokratisch orientierte Organisationen. Lebendige Bildungsveranstaltungen hätten zudem mehr Anziehungskraft als trockene politische Vorträge. Mit seinen damals radikalen Ansichten blieb er innerparteilich weitgehend isoliert. So gelang es ihm nicht, den Bezirk Ostwestfalen zu einer Verurteilung der „Revisionisten“ um Eduard Bernstein zu bewegen.
Auf Grund des mangelnden Rückhalts in der Partei verlagerte sich der Schwerpunkt von Severings Tätigkeit auf die Gewerkschaftsarbeit. In diesem Bereich stieg er rasch auf und wurde 1901 Geschäftsführer des Ortsverbandes des Deutschen Metallarbeiter-Verbandes. Zu diesem Zeitpunkt hatte die örtliche Gewerkschaft lediglich etwa 1300 Mitglieder, dies entsprach einem Organisationsgrad von etwa 30 %. In Severings Amtszeit nahm die Mitgliederzahl um das Sechsfache zu, dies war deutlich höher als der Anstieg auf Reichsebene. Bereits 1906 lag der Organisationsgrad bei 75 %. Zu seinem Erfolg trug die Einführung eines Vertrauensmännersystems bei. Dieses System garantierte die Nähe zu den Sorgen und Nöten der Mitglieder. Severings Basisnähe war ein Grund für seine Beliebtheit bei den Bielefelder Arbeitern. Er ging bei seinen Agitationsmaßnahmen auch damals ungewohnte Wege. Werbewirksam erwies sich etwa ein von ihm zum zehnjährigen Jubiläum organisiertes Orchesterkonzert, das 2000 Besucher anlockte.
Von seiner Basis in der Metallarbeiterbewegung ausgehend dehnte Severing seinen Einflussbereich gegen heftigen Widerstand anderer Verbände auf die gesamte Gewerkschaftsorganisation in Bielefeld aus. Spätestens 1906 war er die zentrale Person in der Arbeiterbewegung der Stadt. In den Jahren 1906 und 1910 erreichte Severing ohne Streik Erfolge für die Arbeiter. Erst 1911 kam es zu einer größeren Arbeitsniederlegung, die ebenfalls erfolgreich verlief. 1912 gab er seinen Posten im DMV auf.
In den Jahren vorwiegend gewerkschaftlicher Tätigkeit wandelte sich Severings politische Auffassung deutlich. Revolutionäre Positionen wurden abgelöst von einem ausgeprägten Pragmatismus, der innerparteilich nicht selten als „rechts“ galt. Sein Ziel war nicht mehr die „Diktatur des Proletariats“, sondern die Integration der Arbeiter in die Gesellschaft. Insofern näherte er sich den einst bekämpften revisionistischen Positionen an.
Severings Position in kulturellen Fragen war durchaus typisch für die Arbeiterbewegung des Kaiserreichs. Einerseits wurde die bürgerliche Kultur kritisiert, andererseits orientierte man sich letztlich doch an ihr. Für Severing war die Bildung der deutschen Kultur im Kern mit der Klassik abgeschlossen. Gotthold Ephraim Lessing habe den „Umbau“ der Kuppel geformt, während Johann Wolfgang von Goethe darüber die „Kuppel“ gewölbt habe. Severing selber verfasste zeit seines Lebens Gedichte. Sie wurden in der Volkswacht und nach dem Zweiten Weltkrieg in der Freien Presse abgedruckt. 1905 bildeten Männer und Frauen aus dem gewerkschaftlichen und sozialdemokratischen Umfeld unter seiner Federführung die Theaterbesuchergemeinschaft „Freie Volksbühne Bielefeld“. Sie war die zweite Organisation ihrer Art in Deutschland. Mit ihrer Mitgliedschaft erwarben die Arbeiter ein Abonnement, das ihnen ermöglichte, kostengünstig Theater- oder Konzertaufführungen zu besuchen. Dieser Organisation blieb Severing verbunden und gehörte 1947 als ein „Mann der ersten Stunde“ zu den Wiederbegründern der Volksbühne.

### Politik seit 1903
Severings Einfluss auf die Bielefelder Arbeiterbewegung beruhte während des Kaiserreichs vor allem auf seinem gewerkschaftlichen Erfolg. Durch die „Vergewerkschaftung der Partei“ (Karl Ditt) war sein indirekter Einfluss über enge Mitarbeiter auf die Partei groß genug, um selbst auf leitende Positionen in ihr verzichten zu können.
Wichtiger war ihm die allgemeine parlamentarische Mitsprachemöglichkeit. Das erste Mal kandidierte er bei der Reichstagswahl 1903 für ein Reichstagsmandat, diesmal noch an aussichtsloser Stelle, auch wenn es zu einer starken Steigerung sozialdemokratischer Stimmen gekommen war. Severing war von 1905 bis 1924 Stadtverordneter in Bielefeld. Die dritte Abteilung der Stadtverordnetenversammlung wurde seither von den Sozialdemokraten dominiert. Innerhalb der Fraktion übernahm Severing rasch Führungsfunktionen. Die bisher eher ruhige Versammlung von Honoratioren wurde seither deutlich politischer, da Severing dort offen die Missstände in der Stadt ansprach. Von der bürgerlichen Presse wurde Severings Rolle durchaus gewürdigt: „Er ist vielleicht die interessanteste Erscheinung der Bielefelder Sozialdemokratie überhaupt. Ungemein fleißig, ungemein belesen, hat er dem Metallarbeiterverband den Stempel des Individuellen aufgedrückt. Als Redner verbindet er Schärfe mit Begeisterung. Dem Manne folgen die Massen.“

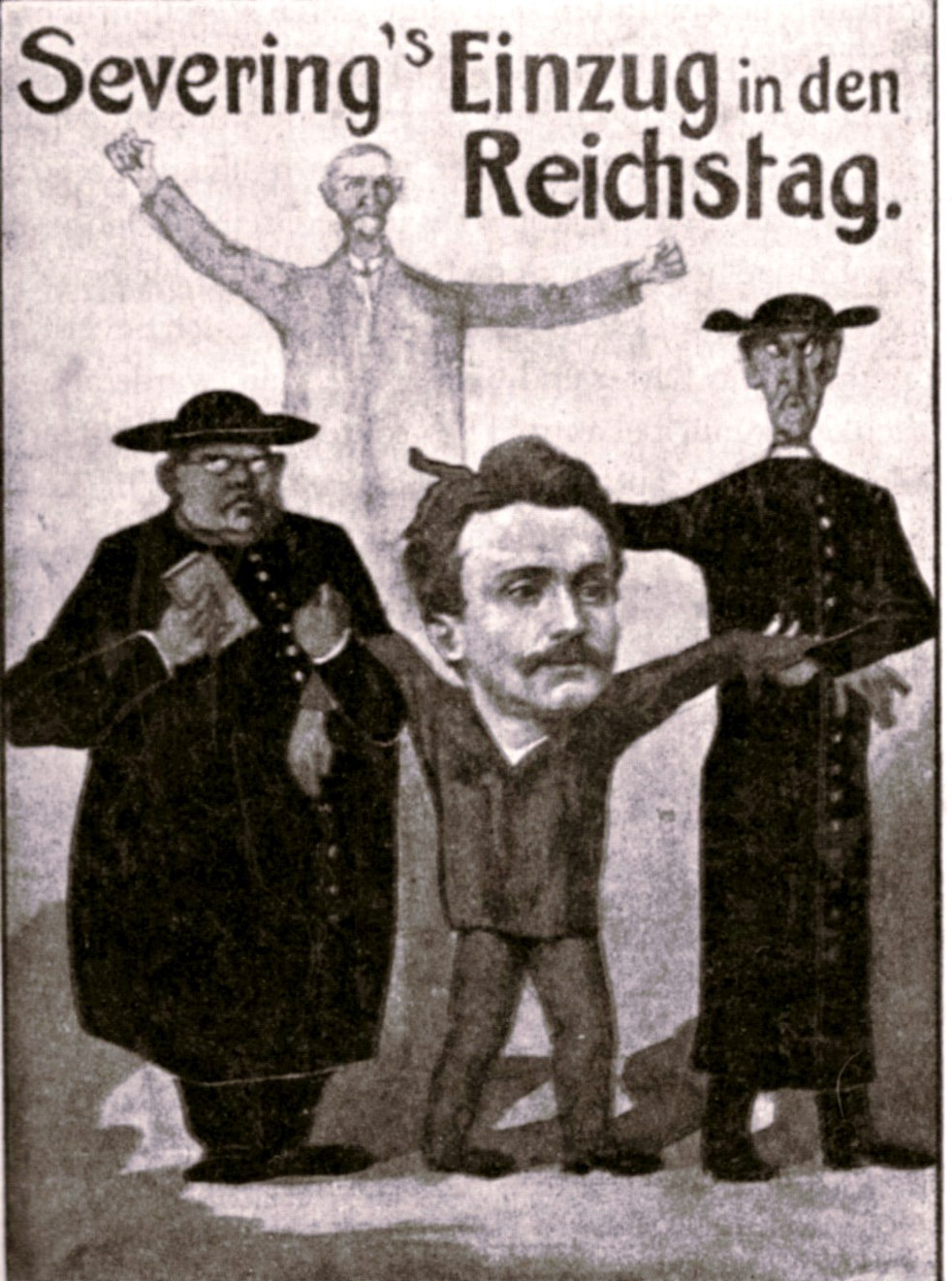
Karikierende Postkarte der bürgerlichen Parteien anlässlich der Wahl von Severing in den Reichstag (Bielefeld 1907)

Bei der Reichstagswahl 1907 wurde er im Wahlkreis Minden 3 (Bielefeld – Wiedenbrück) in einem Stichwahlentscheid mit Hilfe der Stimmen der Zentrumswähler mit 2000 Stimmen Vorsprung gegen den nationalliberalen Kandidaten, den Staatsminister Theodor von Möller, erstmals in den Reichstag gewählt. Sein Erfolg kontrastierte mit dem Reichstrend: Die SPD verlor reichsweit bei diesen sogenannten „Hottentottenwahlen“, als „Reichsfeinde“ gebrandmarkt, erheblich an Wählern und Mandaten.
Mit diesem Sieg stieg das Ansehen der Bielefelder Sozialdemokraten in der Gesamtpartei und Severing rückte in den engeren Kreis der Entscheidungsträger auf. Innerhalb der Reichstagsfraktion war er der jüngste Abgeordnete. Angesichts seiner gewerkschaftlichen Vergangenheit und seiner mittlerweile reformistischen Grundeinstellung schloss er sich SPD-Abgeordneten an, die ebenfalls aus der Gewerkschaftsbewegung kamen. Dazu gehörten etwa Carl Legien oder Otto Hue, später stand er auch in Kontakt mit Sozialdemokraten, die über einen bürgerlichen Hintergrund verfügten, wie Eduard David, Wolfgang Heine und insbesondere Ludwig Frank. Innerhalb der Fraktion entwickelte sich Severing zu einem gefragten Debattenredner im Plenum und einem sachkundigen Mitglied zahlreicher Ausschüsse. Dabei lag ein Schwerpunkt seiner Tätigkeit auf der Sozialpolitik. In diese Zeit fällt auch der Beginn regelmäßiger Veröffentlichungen im Theorieorgan der Revisionisten, den Sozialistischen Monatsheften. Daneben schrieb er regelmäßig für die Bielefelder Volkswacht über seine Berliner Tätigkeit oder auch über seine Teilnahme an internationalen Kongressen der Metallarbeiter in Brüssel (1907) und Birmingham (1907). Auch am Internationalen Arbeiter- und Sozialistenkongress (1910) sowie am Internationalen Sozialistenkongress in Stuttgart (1907) hatte Severing teilgenommen.
Severing wurde einer breiten Öffentlichkeit bekannt, als er 1910 in einer Reichstagsrede Unregelmäßigkeiten auf den kaiserlichen Werften in Kiel und in Danzig publik machte und einen gegenteiligen Bericht einer Marinezeitung als erlogen bezeichnete. Nach tumultartigen Szenen reagierte er auf einen Ordnungsruf des Reichstagspräsidenten mit den Worten: „Herr Präsident, ich meine, eine Ratte ist eine Ratte, und ein Lügner ist ein Lügner.“
Der Wahlkampf von 1912 wurde der bislang schärfste und polemischste im Wahlkreis Bielefeld-Wiedenbrück. Alle Seiten betrachteten ihn als eine Prestigeangelegenheit. Der Gegenkandidat von Severing war Arthur von Posadowsky-Wehner. Dieser Konservative hatte (als Innenminister im Kabinett Bülow) bis Mitte 1907 weitgehend die Innen- und Sozialpolitik des Reiches bestimmt und trat als gemeinsamer Kandidat von Zentrum, Nationalliberalen und Konservativen an. Beide Kandidaten lagen im ersten Wahlgang gleichauf. Posadowsky gewann die Stichwahl, weil die Basis der linksliberalen Fortschrittspartei entgegen dem Votum ihrer Parteiführung nicht für Severing stimmte.
Der Verlust des Reichstagsmandats bedeutete nicht, dass Severing seinen Einfluss in der Partei verlor. Er blieb vielmehr einer der einflussreichsten „Provinzfürsten“ und spielte eine wichtige Rolle im sogenannten „Parteiausschuss“, einem Gremium, das neben Vorstand und Reichstagsfraktion den Einfluss der Bezirke auf die Gesamtpartei vertreten sollte.
Ebenfalls im Jahr 1912 gab Severing seine Position beim DMV auf. Hinter den Kulissen agierte er zwar immer noch als starker Mann der Bielefelder Gewerkschaftsbewegung, suchte aber zugleich neue Aufgaben jenseits der gewerkschaftlichen Kleinarbeit. Von 1912 bis 1919 war er Redakteur und faktischer Leiter der sozialdemokratischen Tageszeitung Volkswacht in Bielefeld.

## Erster Weltkrieg

### Kriegsbefürworter
Kurz vor Beginn des Ersten Weltkrieges fand auch in Bielefeld eine große Antikriegsdemonstration statt. Bereits dort sprach Severing sich schon vorsichtig für die sozialdemokratische Unterstützung eines als Verteidigungskrieg gedeuteten Konfliktes aus. Am 1. August 1914 wurde er deutlicher: „Sind aber die Würfel gefallen, dann gibt es auch für die Sozialdemokratie nur ein Ziel: das deutsche Volk mit allen Mitteln gegen machthungrige Ansprüche des ‚Friedenszaren‘ zu schützen.“ Und nach Kriegsbeginn am 4. August schrieb er „Inter arma silent leges! (…) Der Krieg ist da und wir haben uns zu wehren.“ Zur Legitimation der Bewilligung der Kriegskredite griff Severing auf Äußerungen von Ferdinand Lassalle und August Bebel zurück. Dass er wie Ludwig Frank in der Kriegspolitik ein Mittel sah, um die gesellschaftliche Gleichberechtigung der Arbeiter und längst überfällige Reformen durchzusetzen, ist wegen seiner Nähe zu Frank und Wilhelm Keil wahrscheinlich.
Auf der Linie der Kriegsbefürworter blieb er auch in den folgenden Jahren und griff den Kriegsgegner Karl Liebknecht 1916 mit teils falschen und polemischen Anschuldigungen an. Im Parteiausschuss sprach Severing 1915 Hugo Haase sogar das Recht ab, seine kritische Haltung zu äußern.
Severing gelang es, gestützt auf die regionale sozialdemokratische Presse, die SPD Bielefeld-Wiedenbrück auf den Kurs der Parteimehrheit um Friedrich Ebert einzuschwören. Als im Januar 1917 die Trennung der Parteimehrheit von den Kritikern bevorstand, war Severing einer der entschiedensten Verfechter eines klaren Schnitts: „Alle diese gutgemeinten Reden seit zwei Jahren ändern nichts an der Tatsache, dass wir uns auflösen, wenn wir heute nicht die letzten Reste zusammenhalten.“
Während in anderen Teilen des Rheinlands und Westfalens die neue USPD eine bedeutende und teils dominierende Rolle spielte, konnte sie in Ostwestfalen kaum Fuß fassen.

### Burgfriedenspolitik
Die Burgfriedenspolitik der Bielefelder SPD führte dazu, dass die Anhänger der Partei auf kommunaler Ebene anerkannt wurden. Severing selbst wurde Deputierter der Schulkommission. Wichtiger noch war, dass Severing in einen informellen Gesprächskreis Bielefelder Honoratioren um Albert Bozi aufgenommen wurde, in dem im Vorfeld kommunalpolitischer Entscheidungen wichtige Probleme besprochen, aber auch Konzepte für die Nachkriegszeit entwickelt wurden. So gab Bozi zusammen mit dem sozialdemokratischen Anwalt Hugo Heinemann ein Werk mit dem Titel: „Recht, Verwaltung und Politik im neuen Deutschland“ heraus, in dem auch Beiträge von Severing erschienen. Aus diesem Kreis ging während der Revolution von 1918 ein „sozialpolitischer Arbeitskreis“ von Arbeitgebern und Arbeitnehmern hervor. Diesem Gremium ging es darum, Konflikte ohne Streiks möglichst im Vorfeld zu verhindern. Der Versuch Severings, dieses Bielefelder Beispiel auf andere Städte zu übertragen, hatte allerdings keinen Erfolg.
Severing wurde während des Krieges zu einem gleichberechtigten Teil des bislang ausschließlich bürgerlich geprägten Bielefelder Establishments. Gemeinsam mit Bürgerlichen rief er noch 1917 zur Zeichnung von Kriegsanleihen auf.

### Wahlrechtskampagne, Friedensresolution und Kriegsende
Während für Severing auf kommunaler Ebene die Burgfriedenspolitik insgesamt erfolgreich war, brachte sie auf Reichsebene nur langsam Veränderungen zu Gunsten der Arbeiter mit sich. Dies gilt etwa für die Abschaffung des Dreiklassenwahlrechts in Preußen. Nach der Osterbotschaft Wilhelm II. vom April 1917 brachte die SPD-Fraktion in der Bielefelder Stadtverordnetenversammlung eine Resolution durch, die für Veränderungen eintrat. Daneben wurden die Arbeiter zu einer Massenversammlung aufgerufen, auf der Severing sprach.
Trotz grundsätzlicher Zustimmung zum Burgfrieden kritisierten Severing und andere Bielefelder Sozialdemokraten auf großen Volksversammlungen immer wieder Kriegsgewinnler, „Schieber“ und die Unfähigkeit der Behörden bei der Bekämpfung der immer spürbarer werdenden Not der Bevölkerung. Den Eingriff der Regierung in den freien Markt sah Severing als „Kriegssozialismus“ an. Er forderte, auf diesem Weg weiter zu gehen. „Nicht weniger, sondern mehr Sozialismus muss die Parole der Zukunft sein.“
Obwohl er noch kurz zuvor zur Zeichnung von Kriegsanleihen aufgerufen hatte, begrüßte Severing die Friedensresolution von 1917. Er sah in ihr auch einen Schritt hin zu einem demokratischen System und zur Zusammenarbeit mit anderen Parteien. Er bilanzierte auf einer außerordentlichen Bezirkskonferenz der SPD: „Wir kamen aus dem Turm heraus, das war die große Bedeutung des Tages.“
Als in Brest-Litowsk ein Diktatfrieden mit dem neuen bolschewistischen Russland abgeschlossen worden war, der in deutlichem Gegensatz zum in der Friedensresolution geforderten Verständigungsfrieden stand, organisierte Severing in Bielefeld große Demonstrationen. Wie in anderen Orten des Reiches kam es auch in Bielefeld im Januar 1918 zu politisch motivierten Streiks. Auch hier stellte sich die SPD an die Spitze der Bewegung, um diese in gemäßigte Bahnen zu lenken. Nach nur zwei Tagen waren die Arbeitsniederlegungen beendet. Friedrich Ebert bezeichnete das Vorgehen Severings als Vorbild für das gesamte Reich.
In den letzten Tagen und Wochen vor der Revolution verhielt sich Severing sehr widersprüchlich. Am 17. Oktober 1918 rief er noch einmal öffentlich zur Zeichnung von Kriegsanleihen auf, am 27. Oktober sprach er allerdings ganz anders. „Man hat meine opportunistische Politik oft als ‚Bremsen‘ bezeichnet, aber ich hielte diese Politik für durchaus vereinbar, wenn ich mich allem widersetzte, was eine ungesetzliche Macht einer unverantwortlichen Militärkamarilla anordnen würde. Ich würde mich an die Spitze einer Bewegung stellen, die die offene Empörung gegen einen Krieg der Militärs organisierte. ‚Biegen oder Brechen,‘ hieße dann die Parole.“ Die Rede korrespondierte mit der Umorientierung der Politik der Sozialdemokratie, die einige Tage später den Rücktritt des Kaisers forderte.

## Novemberrevolution

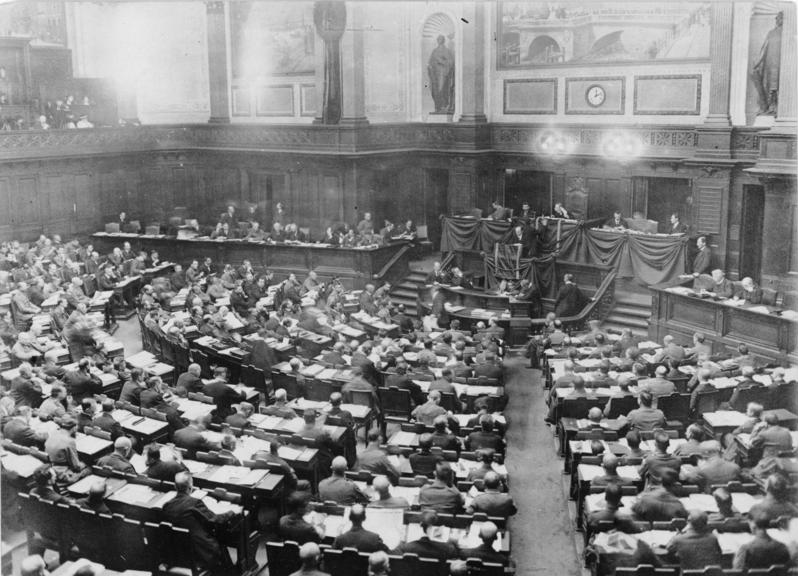
Sitzung des I. Reichskongresses der Arbeiter- und Soldatenräte. Eröffnungsrede von Richard Müller

Nicht zuletzt durch die enge Einbindung der SPD in die Kommunalpolitik vollzog sich die Novemberrevolution völlig reibungslos, und Bielefeld galt in dieser Zeit als die ruhigste Industriestadt Deutschlands. Als Severing am 8. November von der beginnenden Revolution erfuhr, war er entschlossen, das Heft des Handelns in der Hand zu behalten. In Bielefeld entstand bezeichnenderweise kein Arbeiter- und Soldatenrat, sondern ein Volks- und Soldatenrat. Auch wenn dahinter die SPD und die Gewerkschaften standen, machte dies die Öffnung gegenüber anderen sozialen Gruppen deutlich. Als am selben Tag bewaffnete auswärtige Matrosen gewaltsam versuchten, das Gefängnis zu stürmen, gelang es Severing, die Menge zu beruhigen.
Einen Tag später kam es zu Verhandlungen mit den Behörden. Das von Severing konzipierte Programm des Volks- und Soldatenrates zielte allein auf Aufrechterhaltung der öffentlichen Ordnung und Sicherstellung der Versorgung ab, politische Ansprüche waren damit nicht verbunden. Am 17. November wählte der Volks- und Soldatenrat einen Vollzugsausschuss, der je zu einem Drittel aus Arbeitern, Angestellten und Vertretern des Bürgertums bestand. Severing agierte dabei aus der wichtigen Stellung des Verantwortlichen für den Sicherheitsdienst heraus und hatte zusammen mit einem Gewerkschafter den Gesamtvorsitz inne. Für die weitere Entwicklung des Rates war er die entscheidende Persönlichkeit. Die Bielefelder Räteorganisation wurde zur Koordinierungsinstanz für ganz Ostwestfalen und Lippe. Die Mehrheit folgte dabei Severings gemäßigtem Kurs. Er wurde als Delegierter zum I. Reichskongress der Arbeiter- und Soldatenräte in Berlin gewählt. Dort war er einer der drei Vorsitzenden der MSPD-Fraktion. Obwohl er grundsätzlich die Politik Eberts unterstützte, brachte Severing zusammen mit Hermann Lüdemann den Antrag auf die Sozialisierung aller dafür reifen Industrien ein und handelte damit gegen die Absichten Eberts. Dennoch hat Severing in starkem Maße dazu beigetragen, dass die Linie der Mehrheitssozialdemokraten sich insgesamt durchsetzen konnte.
Die renommierte Vossische Zeitung zeigte sich beeindruckt davon, wie Severing mit den Delegierten, unter ihnen „Dutzende wilde Männer, Soldaten mit kriegszerütteten Nerven, Schaum vor dem Mund, lallend vor Aufregung“, umging. „Inmitten dieser Gärung, diesem Sturm und Aufruhr, wehrlos unter den Gewalttätigen: ein kleiner, unscheinbarer, schweigsamer Mann, mit den Händen eines Arbeiters, der Stirn eines Gelehrten, den Augen eines Gläubigen: Carl Severing, damals noch ein unbekannter Arbeiterführer aus Bielefeld, aber der Vertreter von vier Jahrzehnten gewerkschaftlicher Disziplin, Verantwortungsfreudigkeit, Nüchternheit und Gemeingeist.“

## Weimarer Republik

### Parlamentarische Tätigkeit zu Beginn der Republik
Severing gehörte 1919/20 der Weimarer Nationalversammlung an. Anschließend war er bis 1933 erneut Reichstagsabgeordneter. Daneben gehörte er von 1919 bis 1933 auch dem Preußischen Landtag an.
Bei der Bildung der Weimarer Koalition spielte Severing als Befürworter eines Bündnisses von MSPD, bürgerlichen Demokraten und Zentrum als einer der Verhandlungsführer der MSPD zusammen mit Paul Löbe eine bedeutende Rolle. Es war insbesondere Severings Verhandlungsgeschick zu verdanken, dass sich auch die Zentrumspartei an der Koalitionsregierung beteiligte.
In der deutschen Nationalversammlung setzte er sich für die Annahme des Versailler Vertrages ein, weil er der Ansicht war, dass die bei einer eventuellen Ablehnung drohenden Opfer nicht zu rechtfertigen seien.

### Reichs- und Staatskommissar im Ruhrgebiet

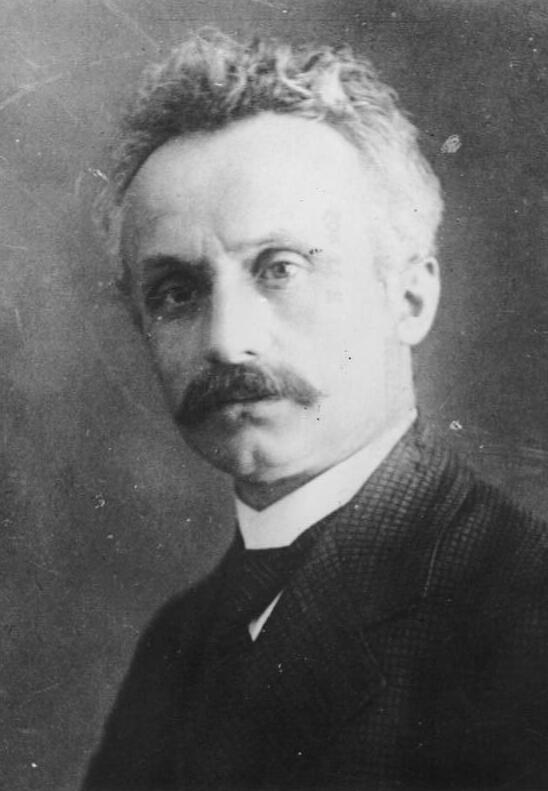
Severing 1919

Im Ruhrgebiet hatten die Gewerkschaften und die MSPD erheblich an Einfluss zugunsten der USPD und der KPD verloren. Die sich dort Anfang 1919 ausbreitende Sozialisierungsbewegung, an der alle Arbeiterparteien beteiligt waren, verfolgte das Ziel, eine Sozialisierung des Bergbaus durchzusetzen. Im Verlauf des Ausstandes bildete sich mit der Allgemeinen Bergarbeiter-Union ein syndikalistischer Verband.
Als Reichs- und Staatskommissar erhielt Severing die Aufgabe, die Lage zu entspannen. Die Reichs- wie auch die preußische Regierung verband damit die Absicht, dem Befehlshaber des Generalkommandos in Münster, General Oskar von Watter, einen Politiker beizugeben, der den Einsatz von Gewalt möglichst minimieren sollte. In seinem Aufruf vom 8. April ließ Severing verlauten, er wolle als „Arbeitervertreter zu den Arbeitern reden und als Arbeiter für die Arbeiter handeln.“ Die von ihm getroffenen Entscheidungen zielten nicht in erster Linie auf gewaltsame Unterdrückung ab, sondern waren der Versuch einer Verständigung mit den streikenden Arbeitern und der Abstellung vorhandener Härten und Missstände. Gewalt solle nur dort angewandt werden, wo diese provoziert würde. Den Streik konnte er rasch unter Einsatz sowohl von Repressionen wie auch Verhandlungen beilegen. Eine Anordnung sah die Zwangsverpflichtung aller arbeitsfähigen Männer zu Notstandsarbeiten vor. Außerdem ließ er die „Rädelsführer“ des Streiks verhaften. Auf der anderen Seite erhielten Arbeitswillige Sonderrationen. In Verhandlungen wurde den Bergarbeitern die Siebenstundenschicht zugestanden, und daraufhin begann die Streikfront zusammenzubrechen.
Auch als die eigentliche Aufgabe erfüllt war, blieb Severing im Amt. Er sollte zur dauerhaften Beruhigung der Lage im Revier beitragen. Er versuchte insbesondere die Versorgungslage zu verbessern. Die preußische Regierung schätzte ihn mittlerweile als Krisenmanager. Vorübergehend entsandte sie ihn nach Oberschlesien. Außerdem wurden seine Kompetenzen über das enge Ruhrgebiet auf weitere angrenzende Regionen ausgedehnt. Unterstützt von Ernst Mehlich und Fritz Husemann hat Severing zahlreiche Konflikte zwischen Arbeitgebern und Arbeitnehmern geschlichtet.
Obwohl er sich auch für die Bielefelder Arbeiter einsetzte, verlor Severing ausgerechnet auf seinem heimischen Terrain zeitweise die Kontrolle. Als dort im Juni 1919 Unruhen ausbrachen, musste er fliehen und sah sich gezwungen, den Belagerungszustand über die Stadt zu verhängen. Insbesondere diese Maßnahmen führten zu Konflikten mit der Bielefelder SPD.
Von Anfang an gab es ferner Kompetenzstreitigkeiten mit den Militärs, insbesondere mit General von Watter. Um dessen teilweise eigenmächtiges Vorgehen besser kontrollieren zu können, verlegte Severing seinen Dienstsitz von Dortmund nach Münster.
Im Wesentlichen blieb die Lage im Revier bis Anfang 1920 ruhig. Als sie sich durch einen Eisenbahnerstreik und Bergarbeiterstreiks wieder verschärfte, ging Severing mit repressiven Maßnahmen dagegen vor. Dazu gehörte unter anderem die Entlassung streikender Eisenbahner. Auch gegen den Versuch der Syndikalisten, Sechsstundenschichten im Bergbau zu erzwingen, ging er ähnlich vor. Gegen die Kohlekrise im Reich setzte er zudem Überschichten durch. Im Gegenzug setzte er sich für eine bessere Versorgung und Bezahlung ein.
Die Mehrheitssozialdemokraten erkannte Severings Bemühungen zur Normalisierung der Lage im rheinisch-westfälischen Industriegebiet auf dem Parteitag von 1919 ausdrücklich an. Dabei spielte es eine Rolle, dass Severing – anders als Gustav Noske – sich gegen das Militär durchzusetzen verstand.

### Kapp-Putsch 1920 und Ruhrkampf
Die erste wirklich ernste Bedrohung der Republik ging im Kapp-Putsch von der politischen Rechten aus. Unter den Putschisten gab es einige, die letztlich ohne Erfolg dafür eintraten, rechte Sozialdemokraten wie Severing an der neuen Regierung zu beteiligen. Severing selbst befand sich zu Beginn des Putsches in Ostwestfalen und organisierte dort den Widerstand. Er stellte sich zusammen mit dem Oberpräsidenten der Provinz Westfalen Bernhard Wuermeling eindeutig auf Seiten der rechtmäßigen Regierung. General Watter verweigerte jedoch die Unterschrift unter einen entsprechenden Aufruf und stand insgeheim Kapp nahe. Im Ruhrgebiet entwickelte sich aus dem Generalstreik gegen den Kapp-Putsch eine allgemeine Aufstandsbewegung, die sich gegen Watter und die ihm unterstellten Freikorps richtete. Zeitweilig konnte sich eine Rote Ruhrarmee gegen die Freikorps durchsetzen. Erst nach der Niederlage seiner Truppen bekannte sich Watter am 16. März 1920 zur verfassungsmäßigen Regierung.
Der Aufruf Severings vom 21. März, nach der Niederlage Kapps wieder an die Arbeit zurückzukehren, wurde von den Streikenden nicht beachtet. Dabei spielte nicht nur die Gegnerschaft gegenüber den Freikorps und Watter eine Rolle, verschärfend wirkten auch die Erinnerungen an die von Severing verantworteten Zwangsmaßnahmen.
Die Rote Ruhrarmee beherrschte inzwischen das gesamte Ruhrgebiet und stand vor Wesel. Dabei gab es Unstimmigkeiten zwischen der gemäßigten Zentralleitung in Hagen und den radikalen Kräften im Westen. Die beiden Regierungen in Berlin wollten zu diesem Zeitpunkt gegen die Aufständischen nicht mit vollem Einsatz der Armee antworten. Severing hatte deutlich gemacht, dass die Bewegung nicht allein mit militärischen Mitteln zu beenden sei. Zunächst sollte versucht werden, eine Verhandlungslösung zu finden. Zu diesem Zweck vermittelte Severing das sogenannte Bielefelder Abkommen. Das Abkommen litt aber an verschiedenen Defiziten. So wurden weder Vertreter der radikalen Räte des Westens noch Vertreter der Roten Ruhrarmee eingeladen. Sprecher der KPD und USPD, die für diese zu sprechen vorgaben, waren durch nichts legitimiert. Auf der anderen Seite war das Militär nur unzureichend in die Absprachen eingebunden und fühlte sich nicht daran gebunden. Die Ablösung General Watters, die vielfach auch aus den Reihen der SPD gefordert wurde, lehnte Severing ab, da es zu ihm keine Alternative gäbe und sich alle Offiziere seines Wehrkreises mit ihm solidarisiert hätten. Durch die Zugeständnisse an die Streikenden erkannten auch die Regierungen in Berlin die Abmachungen nicht wirklich an und begannen Severings Befriedungsversuche zu hintertreiben.
Das Abkommen war daher auch nur teilweise erfolgreich. Als Erfolg konnte er eine Spaltung der Bewegung vermelden. Die gemäßigten Kräfte aus dem Umfeld der Gewerkschaften, der MSPD, der Demokraten und des Zentrums rückten bald von der Ruhrarmee ab, weil diese sich von dem ursprünglichen Ziel, die Verfassung zu schützen, entfernt hatte. In anderen Teilen, vor allem im Westen, wurden die Kämpfe fortgesetzt. Daraufhin kam es doch zu einem Einmarsch von Reichswehr und Freikorps im Ruhrgebiet. Eine Alternative zum militärischen Eingreifen sah schließlich auch Severing nicht mehr. Er forderte sogar die Reichsregierung auf, bei den Alliierten die Erlaubnis für den Einmarsch in die entmilitarisierte Zone zu erwirken. Ihm ging es nicht mehr darum, die Reichswehr fernzuhalten, sondern darum, unnötiges Blutvergießen zu verhindern. Dabei agierte General Watter weitgehend ohne Absprache mit Severing. So verschärfte dieser ein von der Regierung verhängtes Ultimatum zur Entwaffnung der Ruhrarmee derartig, dass die Aufständischen keine Möglichkeit mehr hatten, den Auflagen nachzukommen. In der Folge marschierten Reichswehr und Freikorps auf Befehl von Hans von Seeckt. Der Einmarsch der Truppen war begleitet von Misshandlungen und Tötungen zahlreicher Aufständischer. Severing versuchte nun, den „Weißen Terror“ möglichst zu beenden. Erst spät gelang es ihm, die Praxis der standrechtlichen Erschießungen abstellen zu lassen. Für Severing war spätestens seit diesem Zeitpunkt klar, dass die Armee für die Aufrechterhaltung der inneren Ordnung ungeeignet sei, da ihr Einsatz den Unmut in der Bevölkerung noch steigerte.

### Beginn des Systems Severing in Preußen
Nach dem Kapp-Putsch kam es im Reich wie auch in Preußen zu Wechseln in der Regierung. In der preußischen Regierung stand Innenminister Wolfgang Heine in der Kritik. Dieser hatte kaum Willen gezeigt, die Bürokratie im Sinne der Republik zu modernisieren, und hatte sogar einige Putschanhänger in führende Positionen gebracht. Heine trat unmittelbar nach dem Putsch von seinem Amt zurück. Zu den neuen Personen an der Spitze gehörten Otto Braun als Ministerpräsident, Hermann Lüdemann als Finanzminister und Severing als Innenminister. Die neuen Männer betrieben keine linkere Politik als ihre Amtsvorgänger, unterschieden sich von ihnen aber durch eine größere Zielklarheit und Energie ihrer Politik. Zu Severings Aufgaben gehörte unter anderem die Kontrolle der Verwaltung sowie der Polizei. In Preußen hatte der Innenminister neben dem Ministerpräsidenten die meisten Befugnisse. Zentrale Aufgabe Severings wurde die Republikanisierung von Verwaltung und Polizei.
Offiziell ernannt wurde Severing zwar schon am 29. März 1920; weil er aber noch mit der Abwicklung seiner Geschäfte im Ruhrgebiet beschäftigt war, nahm er erst Mitte April an einer preußischen Kabinettssitzung teil. Im Ministerium gelang es Severing von Beginn an, führende Beamte für sich einzunehmen. Dazu zählte zunächst insbesondere Staatssekretär Friedrich Freund (DDP) und Friedrich Wilhelm Meister (DVP), später Nachfolger Freunds. Insbesondere die Leitung der Personalabteilung wurde sofort von Severing ausgetauscht. Fritz Mooshake (DVP) und Heinrich Brand (Zentrumspartei) übernahmen diese Aufgabe.
Zu den Aufgaben Severings in der Anfangszeit seiner Ministertätigkeit zählte auch die politische Umsetzung des insbesondere von Bill Drews und Friedrich Freund ausgearbeiteten Entwurf für eine neue preußische Verfassung. Allerdings stammte der Entwurf noch aus der Amtszeit Heines; Severing trat daher bei der Gestaltung der Verfassung kaum noch in Erscheinung.

#### Republikanisierung der Verwaltung
Am Anfang seiner Maßnahmen zur Republikanisierung der Verwaltung stand die zur Dispositionstellung derjenigen Beamten, die sich den Putschisten angeschlossen oder mit ihnen offen sympathisiert hatten. Severings Voraussetzung, die er an Beamte stellte, war, dass sie aus Überzeugung für die Demokratie eintreten und diese nicht nur als gegebene Tatsache widerwillig hinnehmen sollten. Aus seiner Sicht musste insbesondere im Bereich der so genannten politischen Beamten, angefangen von den Landräten, über Regierungs- und Oberpräsidenten bis hin zu hohen Ministerialbeamten und Staatssekretären, ein Wechsel erfolgen. Nach dem Putsch wurden etwa hundert hohe Beamte von ihren Posten entfernt. An ihre Stelle traten überzeugte Republikaner. Die von den politisch Rechten geforderte Wählbarkeit der Landräte lehnte Severing, wissend um die Stärke der DNVP in den Kreistagen der östlichen Provinzen, ab. Landratswahlen hätten dort die Position der Rechten noch verstärkt. 1926, am Ende von Severings Amtszeit, waren alle Oberpräsidenten mit einer Ausnahme, alle Regierungspräsidenten und mehr als die Hälfte aller Landratsämter von republikanischen Regierungen ernannt worden. Die Spitzenpositionen wurden dabei fast durchweg von Anhängern der Koalitionsparteien eingenommen. In den Westprovinzen gehörten dazu auch viele Landräte (78 %), im Osten war die Bilanz mit einem Drittel weniger eindrucksvoll.
Bei seinen personalpolitischen Maßnahmen achtete Severing im Prinzip darauf, nicht nur Sozialdemokraten, sondern Demokraten aus allen politischen Lagern zu berufen. Die Ernennung von Gustav Noske zum Oberpräsidenten war mehr dessen Person als der Partei geschuldet. Allerdings waren die Sozialdemokraten als Polizeipräsidenten deutlich überrepräsentiert. An der Grundstruktur der preußischen Verwaltung hat Severing aus Respekt vor deren Effektivität kaum etwas geändert. Ihm gelang es etwa nicht, das Juristenmonopol zu brechen. Nur wenige Nichtjuristen von außen gelangten in Führungsstellen der Verwaltung.

#### Polizeireform 1920

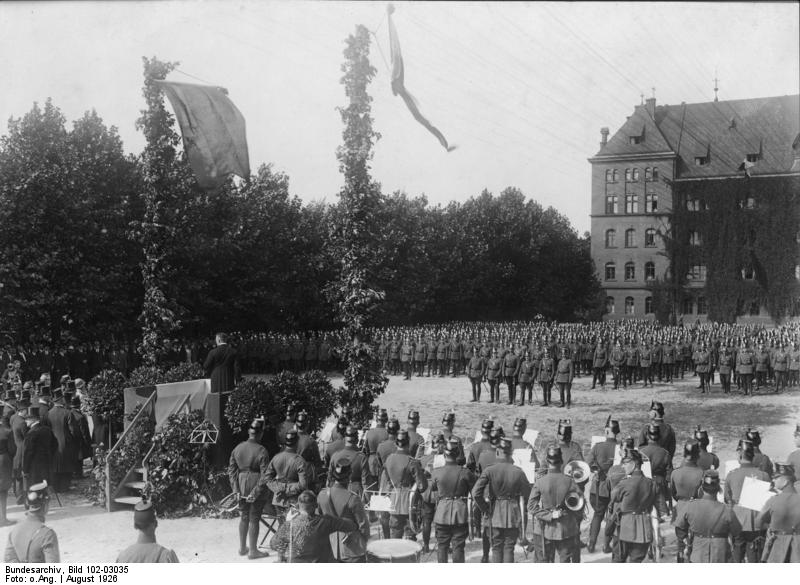
Verfassungsfeier der Schutzpolizei (1926)

Neben der Demokratisierung der Verwaltung war eine Reform der Polizei wichtigster Faktor des Systems Severing. Er kam in den Jahren nach der Revolution zu der Überzeugung, nur eine schlagkräftige Polizeitruppe könne den Einsatz des Militärs im Inneren bei Störungen der öffentlichen Ordnung verhindern. Auch im Bereich der Polizei und insbesondere der Sicherheitspolizei wurden Anhänger des Kapp-Putsches entlassen.
Die Reorganisation und der Ausbau der Polizei hingen stark von der Zustimmung der ehemaligen Kriegsgegner ab. Gegen deren anfänglichen Widerstand setzte Severing die Verstaatlichung der bislang teilweise kommunalen Polizei und die Einrichtung von Polizeipräsidien und -direktionen durch. 1920 veranlassten die Alliierten dann in der „Boulogner Note“ die Auflösung der paramilitärischen Einheiten und den Aufbau einer Ordnungspolizei. Von 150.000 Mann sollten allein 85.000 auf Preußen entfallen. Als Organisator der neuen Schutzpolizei holte Severing Wilhelm Abegg in das Ministerium. Zwar war die Schutzpolizei ein beachtlicher Machtfaktor, aber die Polizeioffiziere stammten in der Regel aus den Reihen der alten Armee und standen innerlich der Demokratie meist fern. Insofern hatte die innere Republikanisierung der Polizei deutliche Grenzen. Um dem teilweise entgegenzuwirken, legte Severing großen Wert auf die Persönlichkeitsbildung der Polizeibeamten und ließ eine Reihe von Polizeischulen errichten.

#### Verbot von Schutzwehren und Mitteldeutscher Aufstand
Gestützt auf die neue Polizei konnte Severing bereits seit 1920 darangehen, die Orgesch, Schutzwehren und ähnliche Organisationen zu verbieten und aufzulösen. Grundsätzlich sah Severing in einem Organisationsverbot nur die ultima ratio im Kampf gegen verfassungsfeindliche Organisationen. Solange diese oder ihre Mitglieder sich nicht aktiv gegen die Republik wandten, schritt er nicht ein. 1921 hob er die Verordnung auf, die es Kommunisten verbot, Ämter in der Staats- und Gemeindeverwaltung zu übernehmen. Für ihn reichte die bloße Mitgliedschaft für einen Ausschluss nicht aus. Erst wenn radikale Gruppen tatsächlich umstürzlerisch tätig wurden, schritt Severing ein. Dieses abgestufte Verhalten führte bei einigen Sozialdemokraten, die häufig ein schärferes Vorgehen wünschten, zu Kritik.

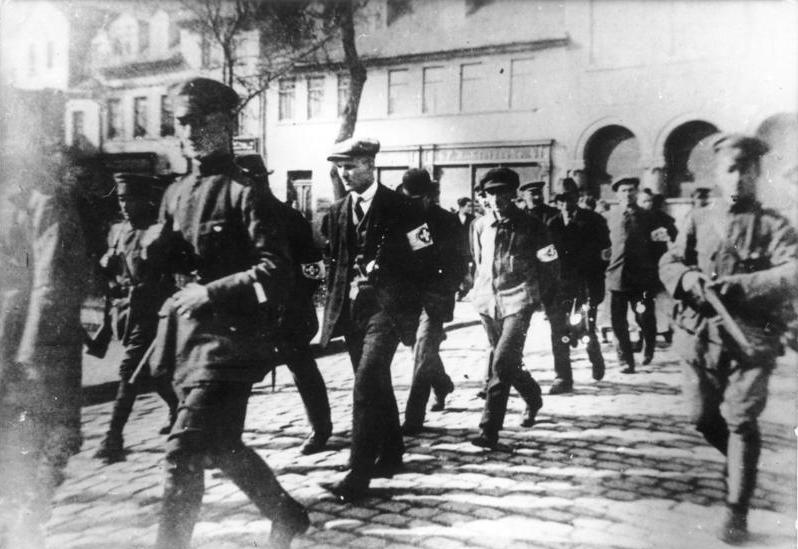
Revolutionäre Arbeiter werden in Eisleben von der Polizei abgeführt.

Noch in Severings erste Amtszeit als Innenminister fiel die Niederschlagung des Mitteldeutschen Aufstandes. Politischer Hintergrund war eine von der Komintern formulierte kommunistische Offensivstrategie, die auf putschistische Aktionen außerhalb Russlands abzielte. Unmittelbare Ursache war der Einmarsch der neugebildeten Schupoeinheiten in das mitteldeutsche Industriegebiet. In Unkenntnis der KPD-Pläne wollte Severing damit die Ordnung in dieser seit dem Kapp-Putsch unruhig gebliebenen Region wiederherstellen. Mit dem Vorstoß der Polizei wollte er dem Einmarsch der Reichswehr zuvorkommen. Die Aktion war gleichzeitig eine Bewährungsprobe für die neuen Polizeieinheiten. Sie löste den geplanten Putsch nicht aus, sondern sorgte lediglich für die Vorverlegung. Es kam zu Kämpfen, bei denen sich die Polizei schnell durchsetzen konnte, zumal es außer im Ruhrgebiet und in Hamburg keine Versuche von KPD-Anhängern gab, sich der Aktion anzuschließen. Der Vergleich der Schäden und Opfer zwischen den Kämpfen im Ruhrgebiet 1920 und dem Mitteldeutschen Aufstand bestätigte Severings Auffassung, dass der Einsatz von Polizei dem des Militärs vorzuziehen sei.

### Regierungswechsel und neue Amtszeit
Bereits nach einem Jahr begann man vom System Severing zu sprechen, einem republikanischen Preußen. Die Landtagswahlen von 1921 führten allerdings zu einer deutlichen Schwächung der SPD. Es kam zur Bildung einer Minderheitsregierung von Zentrum und DDP unter Ministerpräsident Adam Stegerwald. An die Stelle von Severing trat Alexander Dominicus (DDP).
Severing erholte sich nach dem Ende seines Ministeramtes zunächst von den Anstrengungen der letzten Jahre. Er sprach auch auf einer Massenversammlung in Bielefeld anlässlich der Ermordung von Matthias Erzberger. Da sein Nachfolger nach Severings Ansicht seinen innenpolitischen Kurs zu verlassen begann, plädierte er nun vehement für große Koalitionen im Reich und in Preußen. Eine Voraussetzung dafür war ein Wandel in der SPD selbst. Vor dem Görlitzer Parteitag schrieb Severing: „Will er [der Parteitag] seiner Pflicht gerecht werden, dann müssen seine Debatten nur von dem einen Geist getragen sein: vom Willen zur Macht, vom Mut der Verantwortung.“ Der Parteitag führte tatsächlich nicht nur zur Verabschiedung des stark revisionistischen und kurzlebigen Görlitzer Programms, sondern auch zu einem Beschluss, der eine Regierungszusammenarbeit auch mit der DVP ermöglichte.
In Preußen begannen daraufhin Bemühungen, anstelle der Minderheitsregierung Stegerwald eine große Koalition unter Einschluss von SPD und DVP zu bilden. Verhandlungsführer dabei war auf Seiten der Sozialdemokraten Severing. Diesem gelang es, die DDP zum Verlassen der bisherigen Regierung zu bewegen. Damit trat am 1. November 1921 die Regierung Stegerwald zurück. Erneut wurden Otto Braun Ministerpräsident und Severing Innenminister. Nach Meinung von Zeitgenossen wie Friedrich Hussong (DNVP) war Severing der eigentliche starke Mann der Regierung. Um dem neuen Koalitionspartner DVP entgegenzukommen, ernannte Severing nach dem Tod von Friedrich Freund Wilhelm Meister zum Staatssekretär. Zwischen beiden gab es durchaus Konflikte, aber es gibt keine Beweise, dass der Staatssekretär Severings Politik hintertrieben hätte.
Im Gegensatz zum ersten Ministerjahr, als die Kommunisten als die gefährlichsten Feinde der Republik erschienen waren, veränderte sich die Situation insbesondere nach den Anschlägen gegen Scheidemann und Walter Rathenau. Severing nahm nun den Kampf gegen Rechts auf und befand sich dabei im Einklang mit der entsprechenden Notverordnung von Reichskanzler Wirth. In Preußen wurden zahlreiche rechte Organisationen verboten. Darunter war 1922 auch der Stahlhelm. Diese Entscheidung wurde indes vom Staatsgerichtshof für das Deutsche Reich wieder aufgehoben. Der Versuch von Braun und Severing, auch gegen illegale Reichswehreinheiten vorzugehen, scheiterte im Wesentlichen am Widerstand von General von Seeckt. Im Angesicht der politischen Morde gelang es Severing dagegen, gegen den Widerstand des Zentrums weitere hohe Beamte insbesondere in der Provinz Westfalen und der Rheinprovinz auszutauschen.

### Krisenjahr 1923

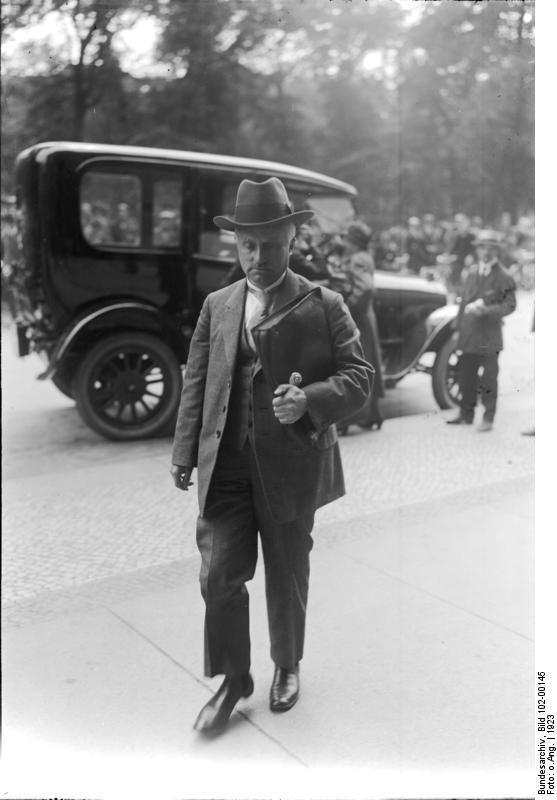
Carl Severing (1923)

Die nächste große Herausforderung für Severing war die Besetzung des Ruhrgebiets durch französische Truppen 1923. Severing war einer der eindeutigsten Befürworter des passiven Widerstandes. Dagegen war er Gegner eines von den Rechtsgruppierungen propagierten und vollzogenen aktiven und gewalttätigen Widerstandes. Zum Kampf gegen Rechts gehörte auch Severings Verbot der Deutschvölkischen Freiheitspartei am 22. März 1923. In der Folge nahm auf der rechten Seite des politischen Spektrums der Hass gegen Severing zu. Die DNVP versuchte sogar, die DVP mit Verweis auf den Innenminister zum Austritt aus der Koalition zu bewegen – ein letztlich gescheitertes Unterfangen. Die Rechten versuchten zudem, Severing als Verantwortlichen für den Tod von Leo Schlageter hinzustellen. Im Gegensatz zu den Vorwürfen von Rechts und auch von Reichskanzler Wilhelm Cuno ignorierte Severing nicht die linksextremen Gefahren. Dies machte er durch das Verbot der Proletarischen Hundertschaften in Preußen deutlich. Gegen die rechten „Schutzformationen“ schloss Severing ein Bündnis mit dem Reichswehrchef Hans von Seeckt. Dadurch wurde unter anderem der Aufbau der Schwarzen Reichswehr erleichtert. Das Ziel der Abgrenzung der Reichswehr von den rechten Verbänden konnte indes nicht erreicht werden. Der passive Widerstand ließ sich angesichts der wachsenden Inflation indes nicht länger aufrechterhalten. Die Krise wurde unter der von Gustav Stresemann geführten neuen Reichsregierung, an der die SPD anfangs auch auf Bestreben Severings beteiligt war, überwunden. Die Beteiligung der SPD endete wegen der geplanten Einschränkung des Achtstundentages. Ein Großteil der führenden sozialdemokratischen Politiker, insbesondere Paul Löbe, sprach sich unter dem Druck der Gewerkschaften für einen Rückzug ihrer Minister aus. Einer der wenigen, die für ein Verbleiben in der Regierung eintraten, war Severing. Er fürchtete einen Rechtsruck unter einer Regierung ohne sozialdemokratische Beteiligung. Er beschwor seine Partei: „Denkt an die Folgen!“ Auch wenn Severing in der Staatskrise selbst extreme Parteien verboten hatte, war er nach Überwindung der akuten Krise zusammen mit Friedrich Ebert dafür, vor den Reichstagswahlen die auf Reichsebene verbotene KPD, NSDAP und Deutschvölkische Freiheitspartei wieder zu den Reichstagswahlen von 1924 zuzulassen. Er argumentierte dabei, dass Verbotsmaßnahmen zu einer Radikalisierung beitragen würden.

### Minister unter Marx und Braun
Auch in Preußen kam es schließlich zu einem Regierungswechsel. Die DVP zog ihre Minister zurück, und am 10. Februar 1925 wurde schließlich Wilhelm Marx (Zentrum) zum neuen Ministerpräsidenten gewählt. Er beließ Severing im Amt, in der Hoffnung, so auch die SPD für die Unterstützung der Regierung zu gewinnen. Marx scheiterte aber in den eigenen Reihen, auch weil Politiker vom rechten Flügel der Zentrumspartei wie Franz von Papen wegen des Festhaltens an Severing der Regierung die Gefolgschaft verweigerten. Die Krise konnte schließlich durch eine Neuauflage der Regierung Braun überwunden werden. Auch in dieser war Severing wieder Innenminister.

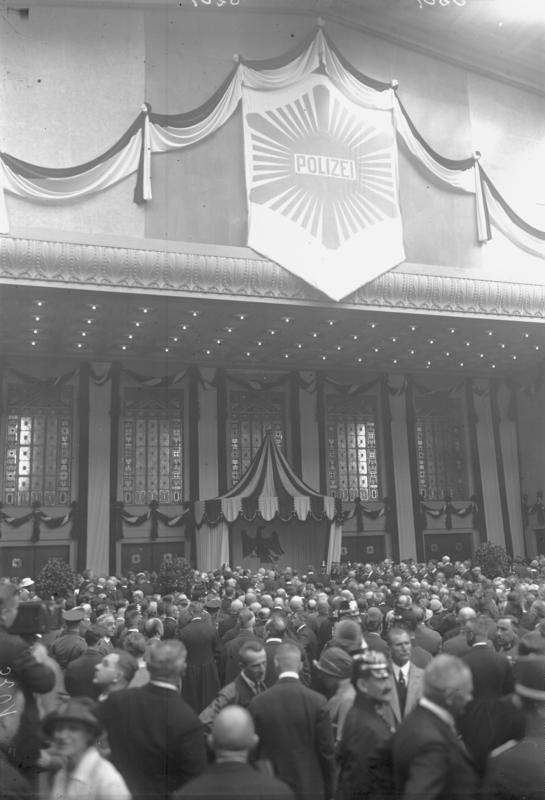
Internationale Polizeiausstellung in Berlin auf dem Funkturmgelände (1926)

Allerdings war er inzwischen amtsmüde. Seine Pläne für eine große Verwaltungsreform, die unter anderem die Auflösung der Bezirksregierungen beinhaltete, scheiterten. Auch im Bereich der Demokratisierung der Verwaltung kam er nicht weiter voran, zumal ähnliche Maßnahmen auf Reichsebene ausblieben. Hinzu kam, dass sich das persönliche Verhältnis zwischen Braun und Severing verschlechtert hatte. Braun war der Meinung, dass Severing nicht mehr hart genug gegen die Feinde der Republik vorgehen würde. Er nutzte eine lange Krankheit Severings, um ohne Absprache gegen rechte Politiker und Gruppierungen vorzugehen. Auch Personalentscheidungen im Innenministerium traf er ohne Rücksprache mit Severing. Ein weiterer Aspekt waren die ständigen, teilweise diffamierenden Angriffe der extremen Linken und Rechten. Im Oktober 1925 brachte die DNVP im preußischen Landtag ein Misstrauensvotum gegen ihn auf den Weg. In seinem Plenarbeitrag wehrte er sich energisch, was selbst die Neue Zürcher Zeitung zu einem lobenden Kommentar veranlasste. Der Antrag scheiterte, hat aber Severings Selbstvertrauen stark belastet. Außerdem wurde Severing unschuldig in die Affäre eines betrügerischen Geschäftsmanns hineingezogen. Gewissermaßen als Krönung und Abschluss seiner Amtszeit betrachtete Severing die Internationale Polizeiausstellung in Berlin, 1926. Abgesehen von fachlichen Aspekten wollte er dort die erfolgreiche Entwicklung der preußischen Polizei von einem Organ des Obrigkeitsstaates hin zu einer Einrichtung des republikanischen Staates präsentieren. Nach einer längeren Krankheit trat er offiziell am 6. Oktober 1926 zurück. Sein Nachfolger wurde Albert Grzesinski.

### Weg zum Kabinett Müller
Zur Wiederherstellung seiner Gesundheit verbrachte Severing nach seinem Rücktritt einige Zeit zur Kur in Baden-Baden und hielt sich auch in Italien auf. In dieser Zeit verfasste er seine Erinnerungen an seine Zeit als Regierungskommissar im Ruhrgebiet. Diese wurden unter dem Titel „1919/20 im Wetter- und Watterwinkel“ (1927) ein großer Erfolg.
Im Hintergrund warb Severing nunmehr für die Bildung einer großen Koalition auf Reichsebene. Notfalls war er auch bereit, sozialpolitische Reformpolitik zurückzustellen, um die DVP zur Mitarbeit zu gewinnen. Während führende sozialdemokratische Politiker wie Hermann Müller dies ähnlich sahen, war die Haltung der Partei insgesamt zunächst eher ablehnend. Allerdings gelang es einer Gruppe um ihn, Otto Braun und Rudolf Hilferding, den SPD-Parteitag in Kiel 1927 zu einem Beschluss zu bewegen, in dem eine Eroberung von Machtpositionen auf allen politischen Ebenen angestrebt wurde.
Die Chance, auf Reichsebene wieder Einfluss zu erlangen, bot die Reichstagswahl von 1928. Im Wahlkampf stellte die SPD insbesondere die Ablehnung des Baus des Panzerschiffs A in den Mittelpunkt. Severing, der diese Position selbst nicht teilte, hielt im Reichstag die Grundsatzrede gegen den Neubau. Mit der Parole „Kinderspeisung statt Panzerkreuzer“ war die SPD erfolgreich und konnte stark zulegen. Schon vor Bildung der Regierung von Hermann Müller war klar, dass Severing Innenminister werden würde. Er selbst leitete die schwierigen Koalitionsverhandlungen auf Seiten der SPD. Die Versuche, einen formalen Koalitionsvertrag abzuschließen, scheiterten, und so kam zunächst nur eine „Regierung der Persönlichkeiten“ zu Stande.

### Reichsinnenminister 1928–1930
Das Amt des Reichsinnenministers hatte deutlich weniger Gestaltungsmöglichkeiten als der Posten in Preußen, insbesondere da Verwaltung und Polizei weitgehend Ländersache waren. Severing begann die Spitze des Ministeriums im republikanischen Sinne personell umzubesetzen. Hans Menzel als neuer Leiter der Verfassungsabteilung begann in der Reichsbürokratie mit Veränderungen im Sinne einer Demokratisierung. Trotz der persönlichen Unstimmigkeiten mit dem preußischen Innenminister Grzesinski arbeiteten Preußen und das Reich in der Phase der großen Koalition innenpolitisch so intensiv wie nie zusammen.

#### Politik bis zur Krise um den Panzerkreuzerbau
Von seinem Vorgänger Walter von Keudell hatte Severing die Vorarbeiten zu einer umfassenden Reichsreform zum Abbau von Kompetenzstreitigkeiten, zur Auflösung kleiner Länder und weitere Maßnahmen übernommen. Severing selbst, der am liebsten alle Länder im Reich aufgehen lassen wollte, war skeptisch hinsichtlich der Erfolgsaussichten einer großen Reichsreform. Dennoch hat er zusammen mit Arnold Brecht in Preußen alles versucht, um das Projekt zu einem Erfolg zu machen. Letztlich scheiterte die Reichsreform insbesondere am Widerstand Bayerns und anderer Länder.

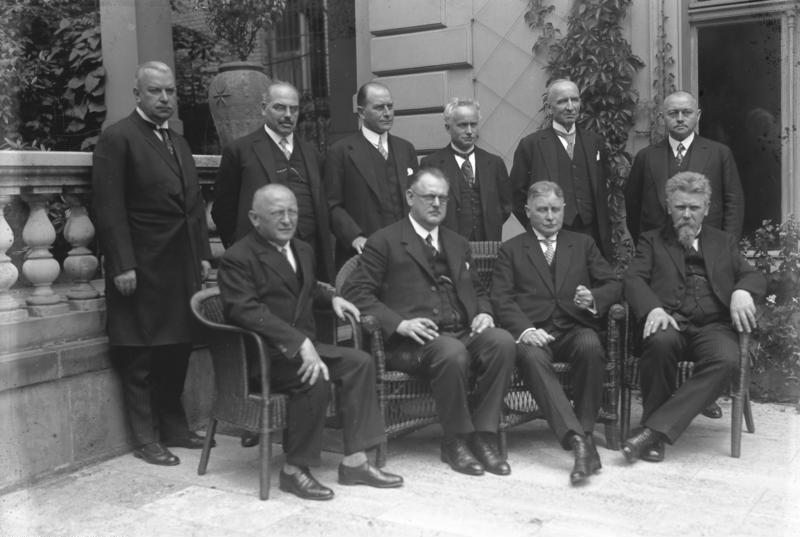
Das letzte parlamentarische Kabinett der Weimarer Republik (Kabinett Müller) im Juni 1928:
Stehend v. l. n. r.: Hermann Dietrich, Rudolf Hilferding, Julius Curtius, Carl Severing, Theodor von Guérard, Georg Schätzel. Sitzend v. l. n. r.: Erich Koch-Weser, Hermann Müller, Wilhelm Groener, Rudolf Wissell.
Nicht abgebildet: Gustav Stresemann

Severing gehörte wie Ernst Heilmann zu den wenigen Sozialdemokraten, die die politische Bedeutung des Radios erkannt hatten. Für sie sollte der Rundfunk im Sinne von Republik und Demokratie senden. Eine Privatisierung des Rundfunks lehnte er vehement ab. Auf Severing gingen kontroverse Diskussionssendungen im Radio zurück. Außerdem baute er die Aufsichtsgremien im Sinne einer größeren gesellschaftlichen Pluralität um. All dies führte dazu, dass die politische Rechte Severing als „Rundfunkdiktator“ bezeichnete. Eine grundlegende Rundfunkreform, deren Vorarbeiten weit gediehen waren, kam wegen des Endes der Regierung Müller nicht mehr zustande. Ein weiterer Aspekt der Medienpolitik Severings war sein Bestreben, ein Monopol des rechten Hugenbergkonzerns im Bereich der Kinowochenschauen zu verhindern. Auf seinen Vorschlag hin erwarb das Reich die Mehrheit am letzten noch unabhängigen Wochenschauproduzenten.
Die Regierung Müller holte schon bald die Frage nach dem Neubau neuer Marineschiffe ein, die bereits im Wahlkampf eine große Rolle gespielt hatte. Die bürgerlichen Koalitionspartner bestanden auf einer Umsetzung der Pläne und drohten mit dem Ende der Koalition. Severing und die übrigen sozialdemokratischen Minister wollten die Regierung erhalten und stimmten zu. Dies löste in der Partei eine Welle des Unmuts hervor. Severing hat versucht, die Entscheidung der Regierungsmitglieder offensiv zu verteidigen. Aber selbst die Mehrheit der Reichstagsfraktion ließ sich nicht überzeugen. Sie zwang die Regierungsmitglieder in der Abstimmung vielmehr, gegen den eigenen Gesetzesentwurf zu stimmen. Da diese Stimmen nichts an der Annahme des Gesetzes änderten, blieb die Koalition bestehen.
Die harte Haltung der Unternehmer führte 1928/1929 im so genannten Ruhreisenstreit zu einem Konflikt mit den Gewerkschaften und zur Aussperrung der Metallarbeiter im rheinisch-westfälischen Industriegebiet. Die Unternehmerseite brachte, vermittelt über die DVP, Severing als Vermittler ins Spiel. Bei den Gewerkschaften war Severing anerkannt, einer Sonderschlichtung aber misstrauten sie. Severing nahm die Schlichterrolle unter der Bedingung an, dass beide Seiten im Voraus erklärten, sich seinem Schlichterspruch zu unterwerfen. An frühere Schlichtersprüche war er bei seinem Schlichtungsversuch nicht gebunden. Nach einem heftigen Konflikt wurde Severing schließlich auch vom Gewerkschaftslager akzeptiert. Seine Entscheidung führte zu etwas geringeren Entgelten der Arbeitnehmer als im Schlichterspruch seines Vorgängers. Beide Seiten waren zwar damit nicht ganz zufrieden, bewerteten ihn jedoch als Erfolg für ihre Sache. Vom linken Flügel der SPD kam dagegen scharfe Kritik. Die Leipziger Volksstimme sprach sogar von einem „Severing Skandal.“
Innerhalb der Partei blieb die Militärpolitik auf der Tagesordnung. Auf dem Parteitag von 1929 kam es zum Streit über ein „Wehrprogramm“, das von einer Kommission vorgelegt worden war. Dagegen sprach sich insbesondere die linke „Klassenkampfgruppe“ um Paul Levi und andere aus. Diese Gruppe lehnte das Militär kategorisch ab, weil sie es als Mittel zur Unterdrückung der Arbeiterklasse betrachtete. Severing war einer der Hauptredner für den vorliegenden Antrag. Er warnte davor, „nur ständig die Reichswehr zu bekritteln.“ Wer nicht auch das Positive sehe, könne eine Republikanisierung der Reichswehr nicht erreichen. Durch seine positiv aufgenommene Rede hat Severing dazu beigetragen, eine Mehrheit für den etwas modifizierten Kommissionsentwurf zu gewinnen. Der eher rechte Flügel der SPD wurde von Severing auch gefördert, als er 1929 zur Gründung des neuen Theorieorgans „Neue Blätter für den Sozialismus“ 5000 M aus einem Regierungsfonds zum Republikschutz beisteuerte. Ohne dieses Kapital wäre das Erscheinen nicht möglich gewesen.

#### Gegen die politischen Extreme
Während einer Kabinettskrise, in der das Zentrum seinen Minister Theodor von Guérard aus der Regierung zurückzog, übernahm Severing kommissarisch auch dessen Posten als Minister für die besetzten Gebiete. Nach der Rückkehr des Zentrums am 13. April 1929 war die Regierung zunächst gestärkt worden. Gegen den insbesondere von Außenminister Gustav Stresemann zustande gebrachten Young-Plan zur Regelung der Reparationen erhob sich der Protest des rechten politischen Lagers. Insbesondere Hugenberg trieb ein Volksbegehren gegen den Young-Plan voran. Severing stand an der Spitze derjenigen, die gegen dieses Volksbegehren auftraten und sich gegen die Angriffe der Hugenberg-Presse wehrten. In Teilen der Öffentlichkeit wurde das schließlich gescheiterte Volksbegehren zu einem Kampf zwischen Hugenberg und Severing stilisiert.

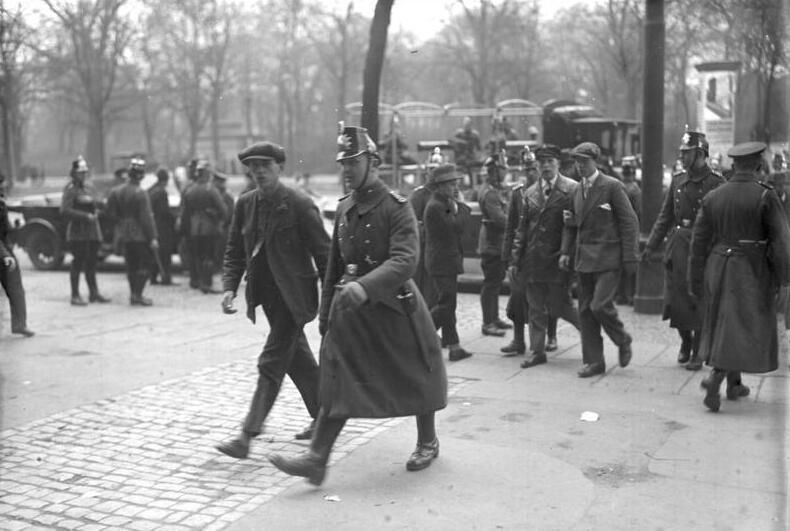
Preußische Polizei während der Maiunruhen 1929

Auf der Linken hatte die KPD inzwischen die Sozialfaschismusthese übernommen und agitierte vorwiegend gegen die SPD. Insbesondere der Rotfrontkämpferbund (RFB) versuchte zu provozieren. Gegen eine verbotene Demonstration ging die preußische Polizei am 1. Mai 1929 hart vor. Es kam zu bürgerkriegsähnlichen Auseinandersetzungen in Berlin, dem so genannten Blutmai. In der Folge drängte Grzesinski Severing, ein reichsweites Verbot des Rotfrontkämpferbundes zu erlassen. Um Druck auf den Reichsinnenminister auszuüben, ließ Grzesinski den RFB in Preußen schon zuvor verbieten. Letztlich kam es zu einem entsprechenden Verbotsbeschluss der Landesinnenminister. Severing selbst stand dem Vorgehen skeptisch gegenüber, weil der Schritt noch zur Radikalisierung der KPD beigetragen habe. Weitergehende Pläne für ein Verbot der KPD insgesamt hielt er für nicht durchführbar.
Angesichts der Entwicklungen auf der extremen Linken und Rechten war in Severings Augen eine Verlängerung des am 22. Juli 1929 auslaufenden Republikschutzgesetzes nötig. Ein erster Entwurf scheiterte im Reichstag. Ein leicht abgeschwächter Entwurf, der keine Zweidrittelmehrheit mehr im Parlament benötigte, wurde schließlich angenommen.
Obwohl das demokratische System schon brüchig war, betonte Severing als Hauptredner zu den Feierlichkeiten zum zehnjährigen Verfassungsjubiläum, dass die Republik Willens sei, sich ihrer Feinde zu erwehren.

#### Ende der Regierung Müller 1930
Wirtschaftlich bedroht wurde die Republik durch die beginnende Weltwirtschaftskrise. Innenpolitisch begann insbesondere die DVP nach dem Tod von Stresemann damit, die SPD aus der Regierung zu drängen. Anfangs setzte sich Severing immer wieder für Zugeständnisse gegenüber den bürgerlichen Parteien ein. Am Ende gingen aber auch ihm die Forderungen der anderen Seite zu weit. Im entscheidenden Konflikt während der Etatberatungen für das Jahr 1930 lehnte er im Namen der SPD-Minister den Entwurf des Reichsfinanzministers ab, weil dieser keine direkten Steuern zur Heranziehung der Besitzenden beinhaltete. Severing plädierte zur Deckung des krisenbedingten Defizits in der Arbeitslosenversicherung für direkte Steuererhöhungen, etwa in Form eines Zuschlags zur Einkommensteuer. Dagegen wandte sich die DVP nachdrücklich. Der intensive Streit um den Haushalt konnte noch einmal beigelegt werden. Am 27. März 1930 zerbrach die Regierung Müller jedoch an der Auseinandersetzung um die Arbeitslosenversicherung. Vorangegangen war ein Kompromissvorschlag von Heinrich Brüning, der im Kern eher der DVP nahekam und insgesamt einen sozialpolitischen Rechtsruck bedeutet hätte. Gleichwohl plädierte Severing, um die Regierung zu retten, für die Annahme dieses Vorschlages, konnte sich damit in der SPD aber nicht durchsetzen. Seiner Meinung nach wäre die Annahme des Kompromisses besser gewesen, als die Republik den rechten Parteien zu überlassen. Severing äußerte dazu im Reichstag: „…dieser Rücktritt war keine gewöhnliche Demission, sondern der Abschluss einer politischen Periode, in der es der Sozialdemokratie möglich war, die Reichspolitik unmittelbar zu beeinflussen. Es gehört keine Prophetengabe dazu, um vorauszusagen, dass nunmehr der Kurs bewusst ohne Sozialdemokraten gesteuert werden sollte, in mehreren Fragen auch gegen sie.“

### Preußischer Innenminister in der Krise der Republik
Nach dem Ende seiner Ministerzeit wurde Severing die Ehrendoktorwürde der Technischen Hochschule Braunschweig verliehen. Wegen Drohungen nationalsozialistischer Studenten wurde die Verleihung nicht öffentlich begangen.
Insbesondere nach den Reichstagswahlen von 1930 mit den Erfolgen von KPD und NSDAP sprachen sich Severing, Braun und Heilmann für eine Tolerierung der Regierung von Heinrich Brüning durch die SPD-Fraktion aus. Für diese war die erste Präsidialregierung das kleinere Übel angesichts des erstarkten Nationalsozialismus.
Anstelle von Grzesinski, der wegen einer privaten Affäre zurücktreten musste, wurde Severing nach einer kurzen Amtszeit von Heinrich Waentig am 21. Oktober 1930 erneut preußischer Innenminister. Für Ministerpräsident Braun war Severing allerdings nicht die erste Wahl. Eine erneute Berufung von Grzesinski stieß beim Koalitionspartner der Zentrumspartei aber auf harten Widerstand. Brauns Zögern lag die Einschätzung zu Grunde, Severing sei zu wenig tatkräftig. Von Seiten der Mehrheit der Republikaner wurde die Amtsübernahme allerdings als Hoffnung auf einen erfolgreichen Kampf gegen die politischen Extreme angesehen. Der Vorwärts schrieb: „Die Ernennung Carl Severings zum preußischen Innenminister wird in allen Kreisen als Antwort auf die nationalsozialistischen Diktatur- und Staatsstreichpläne aufgefasst werden.“ Das Blatt lobte noch einmal die Demokratisierung der Verwaltung und die Schaffung des „Systems Severing,“ gegen das „der ganze Zorn der entmachteten Junker und Reaktionäre emporgeiferte.“ Dagegen fasste die extreme Rechte die Ernennung als Provokation auf, und für die Kommunisten war Severing die „Verkörperung des Sozialfaschismus.“ Severing selbst gab sich kampfbereit. „Er sei nicht kampfesmüde, und wenn man am vergangenen Sonnabend im Reichstag versucht habe, ihm den Puls zu fühlen, so könne er vor seinen Gegnern erklären, dass er das Wort ‚kränklich‘ aus seinem Lexikon gestrichen hätte.“
Ein erster Konflikt war die Kampagne, die insbesondere Joseph Goebbels gegen den Film Im Westen nichts Neues nach dem Roman von Erich Maria Remarque inszeniert hatte. Severing und der zum Polizeipräsidenten von Berlin ernannte Grzesinski ließen die Kinos bewachen und verboten Demonstrationen der Nationalsozialisten. Allerdings wurde der Film kurze Zeit später auf Veranlassung der Reichsregierung und des Reichspräsidenten verboten. Severing musste auch bald erkennen, dass die Schutzpolizei nur noch bedingt als Schutztruppe der Republik taugte. Ein Großteil der Polizisten, insbesondere der Offiziere, neigte dem Stahlhelm und der NSDAP zu. Um der sozialen Not der Weltwirtschaftskrise und damit der politischen Radikalisierung entgegenzutreten, beteiligte sich Severing engagiert am Aufbau der Winterhilfe. Nicht zuletzt auf Severings Drängen ergriff Brüning die Initiative zu einer Notverordnung, die es ermöglichte, besser als zuvor gegen politische Extremisten vorzugehen. Dem folgten weitere ähnliche Notverordnungen des Reiches. Allerdings waren damit auch Einschränkungen von Grundrechten verbunden. In den ersten drei Monaten wurden mehr als 3400 Polizeiaktionen wegen politischer Straftaten gezählt, die Mehrheit von über 2000 Fällen richtete sich dabei gegen die KPD.
Das Volksbegehren von rechten Parteien zur Auflösung des preußischen Landtages musste Severing zulassen, da es verfassungsgemäß war. Er verbot indes die aktive Unterstützung des Vorhabens durch Beamte und Polizisten. Die KPD brachte er gegen sich auf, als er eine kommunistische Spartakiade verbieten ließ. Dies verstärkte in der kommunistischen Partei das Ziel, das „sozialfaschistische System Braun-Severing-Grzesinski“ zu stürzen. Eine Folge war, dass die KPD das schließlich gescheiterte Volksbegehren der NSDAP und anderer rechter Parteien unterstützte.
Die Maßnahmen der Regierungen im Reich und in Preußen erwiesen sich als weitgehend wirkungslos bei der Bekämpfung politisch motivierter Gewalttaten. Allerdings hielt Severing ein Verbot der KPD für nicht möglich. Bei einem Verbot der SA sah er die Gefahr, dass die Nationalsozialisten stattdessen den Stahlhelm unterwandern würden. Am Ende des Jahres 1931 nutzte Severing die Boxheimer Dokumente dazu, die Öffentlichkeit noch einmal über die nationalsozialistische Gefahr zu informieren. Verschiedene Ideen wie die, Adolf Hitler als unerwünschten Ausländer abzuschieben, scheiterten am Einspruch der Reichsregierung.

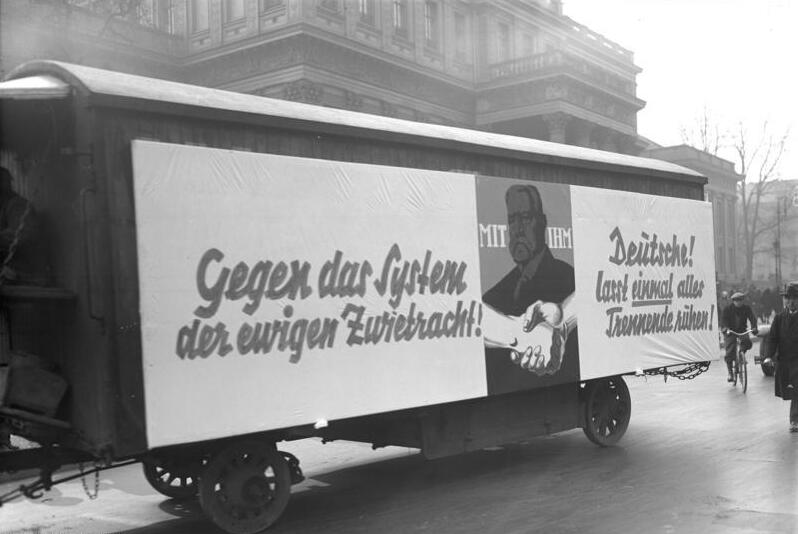
Propagandawagen während der Reichspräsidentenwahl 1932

Als 1932 die Reichspräsidentenwahlen anstanden und Braun, Brüning und andere Hindenburg als republikanischen Kandidaten aufstellen wollten, war Severing skeptisch, da er wusste, dass der Reichspräsident häufig auf Berater aus dem rechten Lager hörte. Stattdessen schlug er ohne Erfolg den populären und republiktreuen Kapitän der Zeppeline Hugo Eckener vor. Als die Entscheidung für Hindenburg gefallen war, setzte sich Severing mit aller Energie für diesen ein. So organisierte er die „republikanische Aktion“, die über die Parteigrenzen hinweg für die Wahl Hindenburgs eintrat. Ihm gelang es auch, Geldmittel der Reichsregierung und Preußens für den Wahlkampf gegen Hitler zu akquirieren.
Bereits zwischen den beiden Wahlgängen zur Präsidentenwahl hatte Severing Gebäude der NSDAP durchsuchen lassen. Dabei wurde erheblich belastendes Material wie etwa Säuberungslisten gefunden. Vor diesem Hintergrund begann Severing damit, sich bei der Reichsregierung für ein Verbot der SA einzusetzen. Der Vorstoß war erfolgreich, aber das am 13. April 1932 in Kraft getretene SA-Verbot lief größtenteils ins Leere, weil die NSDAP auch von Mitarbeitern aus dem preußischen Innenministerium vorgewarnt war.

### Geschäftsführende Landesregierung 1932

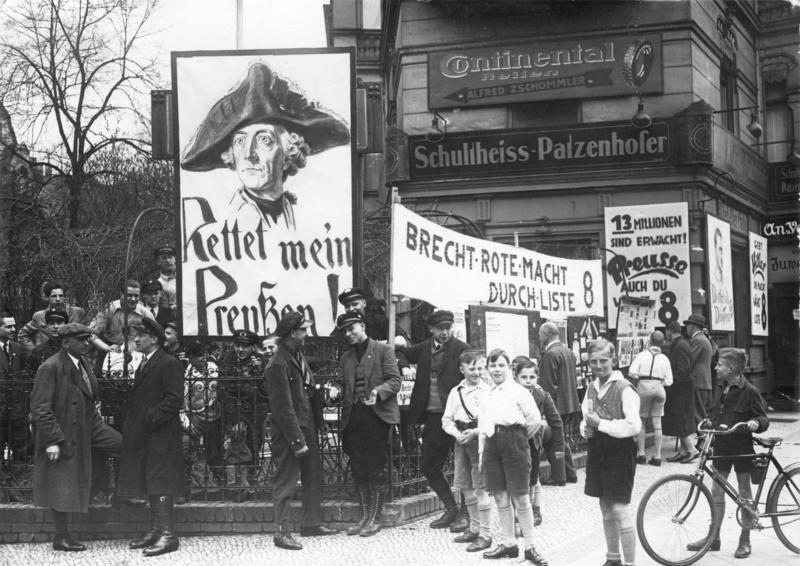
Propaganda der NSDAP zur preußischen Landtagswahl am 24. April 1932

Bei den preußischen Landtagswahlen wurde Severing von Goebbels als eigentlicher Gegner betrachtet. Der Gauleiter von Berlin schrieb: „Der Kampf um Preußen, Herr Severing, wird um ihren Namen und um ihre Person geführt.“ Goebbels führte in der Folge eine Schmutzkampagne mit angeblichen privaten Enthüllungen. Aber es war vor allem die allgemeine politische Lage, die dazu führte, dass nach den Wahlen die NSDAP und die KPD eine negative Mehrheit errungen hatten. Die bisherige Regierung trat offiziell zurück, führte die Geschäfte bis zur Wahl einer neuen Regierung aber fort. Nach der Wahl wurden verschiedene Möglichkeiten diskutiert, wieder zu einer Regierung mit einer Mehrheit im preußischen Landtag zu kommen. Darunter war auch ein Bündnis von Zentrum und NSDAP. Severing hat – für viele überraschend – eine Regierungsbeteiligung der Hitler-Partei befürwortet, weil er meinte, dass so die Bewegung entzaubert werden könnte. Später versuchte er dies zu relativieren. Nur wenn klar sei, dass die Nationalsozialisten keinen Schaden anrichten könnten, sei ihre Regierungsbeteiligung zu tolerieren. Stattdessen plädierte er nunmehr dafür, dass das Kabinett über längere Zeit geschäftsführend im Amt bleiben sollte. „Bleiben bis zur Ablösung und unverdrossen seine Pflicht tun, was immer kommen mag – das ist vielleicht das schwerste Opfer, das bisher von der Partei und von den nächstbeteiligten Personen gefordert worden ist. Es muss aber gebracht werden, weil die Verfassung und das Wohl des Volkes es so verlangen.“ Nach dem faktischen Rückzug von Otto Braun war Severing die dominierende Person der geschäftsführenden Regierung. Er versuchte sogar noch, eine Verwaltungsreform durchzubringen. Schwierig wurde die Situation für die preußische Regierung nach dem Sturz Brünings.

### Preußenschlag
Das Kabinett Papen arbeitete von Anfang an auf die Beseitigung der geschäftsführenden preußischen Regierung hin. Dieses Vorhaben erschien der Regierung verfassungswidrig, und auch andere Länderregierungen stellten sich auf die Seite Preußens. Ein willkommener Anlass für den so genannten Preußenschlag fand sich im so genannten „Altonaer Blutsonntag.“ In der Öffentlichkeit wurde bereits über die Einsetzung eines Reichskommissars für Preußen debattiert. In diesem Zusammenhang machte der Herausgeber des Vorwärts Friedrich Stampfer mit dem Satz, Severing habe kein Recht, auf Kosten der Polizeibeamten tapfer zu sein, deutlich, dass die SPD einer Entmachtung in Preußen keinen aktiven Widerstand entgegensetzen würde. Am Morgen des 20. Juli 1932 eröffnete von Papen Severing, dem stellvertretenden Ministerpräsidenten Heinrich Hirtsiefer und Finanzminister Otto Klepper, die er zu sich bestellt hatte, dass Hindenburg ihn, Papen, wegen der beim Altonaer Blutsonntag bewiesenen Unfähigkeit der preußischen Regierung, Recht und Gesetz in Preußen zu garantieren, zum Reichskommissar für Preußen bestellt hätte. Er übernehme die Regierungsgeschäfte und entlasse zunächst den Ministerpräsidenten Otto Braun und Severing. Das Innenministerium werde durch den Essener Oberbürgermeister Franz Bracht übernommen. Die preußischen Minister protestierten gegen diese Maßnahmen und bezeichneten sie als verfassungswidrig. Severing erklärte: „Ich weiche nur der Gewalt.“ Darauf wurde sofort der Belagerungszustand über Berlin verhängt und die Reichswehr eingesetzt. Die preußischen Minister verzichteten aber in Gänze darauf, Widerstand zu leisten. Die preußische Polizei wurde nicht eingesetzt. Am Nachmittag des gleichen Tages ließ sich Severing, der über eine Polizeimacht von 90.000 preußischen Polizeibeamten gebot, von einer Abordnung des neu ernannten Polizeipräsidenten mit zwei Polizisten aus seinem Büro und Ministerium vertreiben. Weitere führende republikanische Polizeioffiziere und auch andere demokratisch gesinnte Beamte wurden sofort und in den nächsten Tagen ihres Amtes enthoben. Klepper war entsetzt über den Fatalismus und die Passivität Severings, wie er 1933 in der in Paris erscheinenden Exilzeitschrift Das Neue Tagebuch – in seinem Artikel Erinnerung an den 20. Juli berichtete. Als einzige Gegenmaßnahme riefen die Minister den Staatsgerichtshof an. Auch wenn die Regierung in der im Herbst stattfindenden Verhandlung vor dem Staatsgerichtshof teilweise Recht bekam, hatten die Minister durch die Aufgabe ihrer Posten ihren tatsächlichen Einfluss verloren.

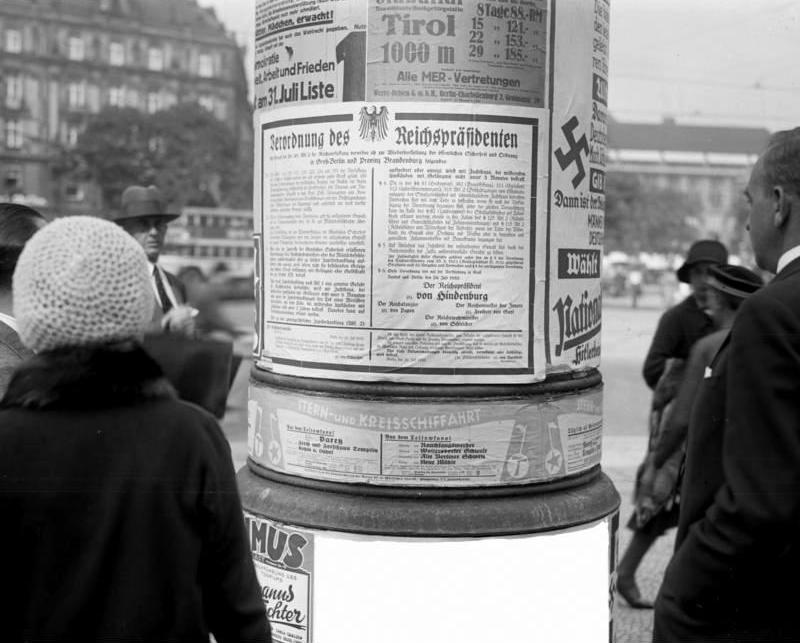
Zum sog. „Preußenschlag“ : Die Verordnung des Reichspräsidenten von Hindenburg über den Ausnahmezustand an einer Berliner Litfaßsäule (Aufnahme aus dem Bundesarchiv)

Entgegen der Erwartung vieler Anhänger der Sozialdemokratie und der Republik befürwortete Severing einen aktiven Widerstand gegen den Preußenschlag nicht. Dabei spielten zum einen sachliche Gründe eine Rolle. Ein Generalstreik war angesichts der hohen Arbeitslosigkeit wenig aussichtsreich, der Kampf der Polizei gegen die Reichswehr nicht zu gewinnen, und das Reichsbanner war ebenfalls nicht so stark, wie es den Anschein hatte. Insbesondere waren aber persönliche Gründe von Bedeutung. Severing hatte innerlich resigniert und war gar nicht mehr zu einer wirkungsvollen Gegenwehr bereit. Wäre er wirklich standhaft geblieben, hätte er möglicherweise Papen zu Kompromissen zwingen können.
Nach dem Preußenschlag begann Papen sofort damit, die Spitzen der Behörden umzubesetzen. Republikanhänger wurden entlassen. Obwohl weiterhin Sitzungen der machtlosen Staatsregierung stattfanden, nahm Severing an ihnen kaum noch teil. Stattdessen befand er sich als Symbolfigur der Republikaner in einem fast ständigen Wahlkampf. Er war der letzte SPD-Politiker, der im Radio eine Wahlkampfansprache halten konnte. An den Stimmenverlusten der Partei änderte sein Einsatz nichts. In der Endphase der Republik war Severing einer der wenigen führenden Sozialdemokraten, die eine Unterstützung des neuen Reichskanzlers Kurt von Schleicher befürworteten, um Hitler zu verhindern.

## Zeit des Nationalsozialismus

### Beginn der nationalsozialistischen Herrschaft 1933
Im Zuge der von der neuen Regierung geplanten Auflösung des preußischen Landtages wurden gegen Severing und Braun Vorwürfe laut, sie hätten Staatsgelder unterschlagen. Dabei handelte es sich um Mittel, die die Regierung 1932 für die Bekämpfung der Gegner der Republik zur Verfügung gestellt hatte. Gegen Severing und Braun begann eine regelrechte Hetzkampagne. Gegen die Vorwürfe gingen beide vergeblich gerichtlich vor. In der entsprechenden Debatte im Landtag am 4. Februar 1933 äußerte Wilhelm Kube für die NSDAP gegenüber Severing: „Sie sind für uns keine politische Angelegenheit, sie sind für uns eine kriminelle Angelegenheit.“ Der Angegriffene konnte darauf nicht antworten, weil ihn die NSDAP-Abgeordneten durch Geschrei daran hinderten. Der Wahlkampf zu den Reichs- und Landtagswahlen im März 1933 konnte von der SPD nur eingeschränkt geführt werden. Severing etwa durfte nur zwei Wahlkampfreden halten. Wegen der Vorwürfe, Staatsgelder veruntreut zu haben, wurde er verhaftet, aber zur Sitzung des Reichstages, in der das Ermächtigungsgesetz behandelt wurde, entlassen. Bei der Abstimmung im Reichstag war er der letzte, der seine Stimme abgab. Er berichtete: „Die Anwesenheit von SA- und SS-Männern in den Gängen und im Sitzungssaal der Kroll-Oper verstärkte den drohenden Ton der Ankündigung. (…) Mit der Neinkarte in der erhobenen Rechten ging ich darauf von meinem Platz durch die Reihen der SA- und SS-Leute zur Abstimmung (…)“ An der Abstimmung über ein Ermächtigungsgesetz für Preußen am 18. Mai 1933 nahm Severing nicht mehr teil, da er sein Landtagsmandat bereits niedergelegt hatte.
Severing ging bewusst nicht in die Emigration. Er wollte seine Anhängerschaft insbesondere in Bielefeld nicht alleine lassen. Auch ein Leben im Ausland konnte er sich nicht vorstellen. Severing gehörte zu dem Teil der SPD-Führung um Paul Löbe, die im Inland bis zum Verbot der SPD den Führungsanspruch der Exil-Partei bekämpfte und sich den neuen Verhältnissen anzupassen suchte.

### Leben in der Zeit des NS-Regimes
In der Folgezeit wurde Severing nicht mehr verhaftet, gleichwohl musste er Schikanen über sich ergehen lassen und wurde überwacht. Aufgrund von Bedrohungen etwa durch die SA musste er mehrfach Bielefeld verlassen, aber ansonsten blieb er unbehelligt. Er selbst zog sich vollständig aus der Öffentlichkeit zurück und hielt sich zunächst von Widerstandsgruppen fern. Severing hielt während der NS-Zeit allerdings auch durch Reisen engen Kontakt zu früheren führenden Sozialdemokraten.
Zwar machte er in kleinen Gesten wie der Weigerung, die Hakenkreuzfahne aufzuziehen, seine Haltung zum Regime deutlich, aber er ließ sich vom Regime auch instrumentalisieren. Während die Exil-SPD bei der Abstimmung über die Eingliederung des Saargebiets forderte, gegen den Anschluss zu stimmen, sprach sich Severing dafür aus. Dahinter steckte die Überzeugung, dass das Regime nur kurze Zeit bestehen werde, aber die Gefahr drohe, dass das Saarland auf Dauer außerhalb des Reichsgebiets bleibe. Für die Exil-SPD war das Interview so ungeheuerlich, dass sie an eine Fälschung glaubte.
Bereits während des Dritten Reiches gab es Gerüchte, dass Severing sich dem Regime zugewandt habe. Im März 1934 berichtete eine im Saarland erscheinende kommunistische Zeitung, dass Severing seine Memoiren unter dem Titel „Mein Weg zu Hitler“ veröffentlichen werde, und das Blatt druckte angebliche Auszüge ab. In der Emigration gab es eine heftige Debatte, ob dies der Wahrheit entspreche. Die Kampagne stellte sich rasch als haltlos heraus, der Verdacht wurde aber auch nach 1945 von interessierter Seite politisch gegen Severing verwendet.
Für das Verhältnis von Severing zum NS-Regime sind die Zahlungen problematisch, die er vom Regime erhielt. Dabei ist zwischen zwei Aspekten zu unterscheiden. Juristisch vertreten durch seinen Schwiegersohn Walter Menzel gelang es Severing, die Auszahlung des Übergangsgeldes durchzusetzen, das ihm wie auch den anderen Mitgliedern der ehemaligen preußischen Regierung vom Regime verweigert wurde. Gleiches trifft auch auf die Zahlung einer kleinen Pension von 500 RM zu. Problematischer als diese ihm rechtlich zustehenden Gelder ist eine darüber hinausgehende Zahlung von 250 RM, die aus einem Privatfonds Hitlers stammte. Weshalb er diese Zahlung erhielt und weshalb er sie annahm, ist unklar. Der nach dem Krieg erhobene Vorwurf, er habe hier mit dem Regime paktiert, ist allerdings falsch.

### Beziehungen zum Widerstand
Während des Zweiten Weltkriegs fiel sein Sohn an der Front. Die zahlreichen Bombenangriffe auf Deutschland machten Severing deutlich, dass eine Weiterführung des Krieges in einer Katastrophe enden würde. Daher begann er, Kontakt zu Widerstandskreisen, insbesondere zu Wilhelm Leuschner und Wilhelm Elfes aufzunehmen. Zusammen mit diesem ehemaligen Zentrumspolitiker plante er für die Zeit nach Hitler die Gründung einer Arbeiterpartei, die die bisherige Spaltung der Arbeiterbewegung in christliche, kommunistische und sozialdemokratische Fraktionen überwinden sollte. Als ehemaliger Minister spielte er auch eine Rolle bei den personellen Planungen des Widerstandes. Eine darüber hinausgehende Beteiligung oder gar aktive Teilnahme lehnte Severing ab, weil er den geplanten Umsturz als viel zu riskant und realitätsfern ansah. Trotz seiner Kontakte wurde Severing nach dem Scheitern des Hitlerattentates vom 20. Juli 1944 nicht im Rahmen der Aktion Gitter verhaftet.

## Nachkriegszeit

### Einfluss ohne Mandat
Unmittelbar nach Kriegsende beriet Severing die zunächst amerikanischen und später britischen Besatzungsbehörden bei der Besetzung von Stellen, wenngleich beim Posten des Bielefelder Oberbürgermeisters kein Sozialdemokrat zum Zuge kam und Sozialdemokraten auch nicht in der ersten beratenden Stadtverordnetenversammlung vertreten waren. Die SPD in Bielefeld und Ostwestfalen wurde in seinem Haus wieder gegründet. Severing spielte auch in der Folgezeit die führende Rolle in der Partei. Seine Ideen einer die Grenzen der politischen Lager überbrückenden Arbeiterpartei wurden allerdings nicht verwirklicht. Das Verhältnis zu Kurt Schumacher war seit der Weimarer Republik gespannt, aber sie hatten in dem Ziel, die deutsche Einheit zu bewahren, und in der Ablehnung der Kollektivschuldthese eine zumindest vorübergehend gemeinsame Basis der Zusammenarbeit. Dennoch blieben die Gegensätze groß. Severing lehnte den Rigorismus Schumachers ab. Anstelle der Konfrontation setzte er auf Zusammenarbeit der SPD mit den übrigen demokratischen Parteien. Severings Bemühen, mit den christlichen Kirchen und insbesondere mit katholischen Kreisen ins Gespräch zu kommen, blieb Schumacher ebenfalls fremd.
Severing hatte über die Grenzen Bielefelds hinaus Bedeutung für den demokratischen Neuaufbau. Er war Vorsitzender der Oelder Konferenz, zu der sich Vertreter verschiedener gesellschaftlicher Gruppen trafen, um mit dem „Oelder Aufruf“ eine Basis für einen politischen Neubeginn zu entwerfen. Der öffentliche Eindruck war so groß, dass Severing auch eine vergleichbare Konferenz für das Rheinland leitete.
Am 3. September 1945 trafen sich führende Verwaltungsleiter der britischen Zone in seinem Haus. Sie bestimmten den Hamburger Bürgermeister Rudolf Petersen und Severing zu den deutschen Verbindungsleuten bei der Besatzungsbehörde. Auf Grund des Todes seiner Frau konnte Severing nicht an der Wennigser Konferenz teilnehmen, auf der Kurt Schumacher seinen Führungsanspruch für die SPD der Westzonen durchsetzte. Im Bereich der britischen Zone sollten die regelmäßigen Konferenzen der einzelnen Länder unter dem Vorsitz Severings stattfinden. Die Mitarbeiter für ein Verbindungssekretariat wurden von ihm bestimmt. Er verhandelte auch mit den Ruhrbergarbeitern, um sie zu einer größeren Fördermenge zu bewegen, und machte Vorschläge zur Neuformierung der Polizei. Ohne ein formales Amt hatte Severing eine so starke Stellung wie später nie mehr inne. Im Oktober 1945 konnte Severing zur offiziellen Zulassung der SPD in Bielefeld auf großen Versammlungen sprechen.

### Kampagne gegen Severing
Bereits im Herbst 1945 begann Severings Einfluss deutlich abzunehmen. Hintergrund war eine von der ostdeutschen KPD initiierte Kampagne, in der ihm vorgeworfen wurde, dass er vom NS-Regime eine Pension erhalten hätte. Zudem wurde ihm sein Verhalten während des Preußenschlages vorgeworfen. Aus dem westlichen Ausland gab es sogar Berichte, Severing hätte eine Verpflichtungserklärung zu Gunsten Hitlers unterschrieben. Neben den gezielten Denunziationsabsichten stand hinter den Vorwürfen die Unklarheit darüber, weshalb Severing die NS-Zeit weitgehend unbehelligt überstehen konnte. Severing versuchte mit wenig Erfolg, offensiv gegen die Kampagne vorzugehen.
Aber auch in der SPD gab es Kritik. Severing, Löbe und Noske schienen als Führungspersonen für einen Neuanfang wenig geeignet. Auch Schumacher sah dies ähnlich und nutzte die Kampagne, um Severing aus dem Führungskreis der SPD zu verdrängen. Severings Idee einer ideologiefreien Arbeiterpartei wurde von Schumacher zudem scharf abgelehnt. Dass ihn die SPD in der Provinz Westfalen bei der Aufstellung der Landesliste für die ersten Landtagswahlen in Nordrhein-Westfalen nicht an die Spitze setzte, verbitterte ihn.
Nicht nur die persönlichen Angriffe gegen Severing, sondern auch das Bild, das sich die westlichen Alliierten von ihm machten, führte zu einer Schwächung seiner Position. Insbesondere die Franzosen sahen in seiner Tätigkeit den Versuch, das Preußentum in der britischen Zone wiederzubeleben. Die Briten sahen vor diesem Hintergrund insbesondere Severings Position als Vorsitzender der Konferenz der Länderchefs bei Verhandlungen mit Franzosen und Russen als störend an. Auf Druck der britischen Besatzungsbehörden legte er dieses Amt nieder. Auch in den beratenden Provinzialrat der Provinz Westfalen, das kurzzeitig bestehende Nachfolgeorgan des früheren Provinziallandtags, wurde er 1946 nicht berufen.

### Landespolitiker
Die Briten versagten ihm zunächst auch bei der neu zu gründenden Parteizeitung für Ostwestfalen und Lippe (Freie Presse) die Lizenz. Immerhin schrieb Severing in der ersten Ausgabe den Leitartikel und stellte das Blatt vor. Dieses war breiter aufgestellt als die Volkswacht von vor 1933. Man wollte nicht nur Arbeiter und überzeugte Sozialdemokraten ansprechen, sondern auch andere Leserkreise erreichen. Severing leitete die Redaktion.
Wenngleich er überregional nur noch geringe Bedeutung hatte, blieb Severing der führende Kopf der SPD in Ostwestfalen, deren Führungspositionen mit seinen Gefolgsleuten besetzt waren. Auf dem ersten Parteitag der ostwestfälisch-lippischen SPD Ende April 1946 wurde Severing zum Bezirksvorsitzenden gewählt.
Mit seinem Einsatz gegen eine Angliederung von Ostwestfalen an ein neues großes Niedersachsen war Severing zusammen mit anderen erfolgreich. Bei den Verhandlungen zur Bildung des ersten Kabinetts von Nordrhein-Westfalen unter Rudolf Amelunxen (Zentrumspartei) war Severing Leiter der Verhandlungsdelegation der SPD. Besonders heftig waren die Auseinandersetzungen mit Konrad Adenauer, der sich vor allem gegen die Besetzung des Innenministeriums mit Severings Schwiegersohn Walter Menzel wandte. Er machte Severing dafür verantwortlich, dass schließlich eine Regierung ohne die CDU zustande kam. Bei der Wahl zum ersten gewählten Landtag von Nordrhein-Westfalen am 20. April 1947 wurde Severing in den Landtag gewählt, dem er bis zu seinem Tod angehörte. 1947 war er wieder maßgeblich an den Verhandlungen für eine neue Regierung beteiligt. Im Landtag selbst war Severing eine moralische Autorität, er nahm sein Mandat sehr ernst. Er hielt die Rede zur Einweihung des Landtagsgebäudes.

### Letzte Jahre
Vor den ersten Bundestagswahlen von 1949 erhoffte sich Severing als Anerkennung für seine Lebensleistung den ersten Platz auf der nordrhein-westfälischen Landesliste, obwohl er nicht daran dachte, das Mandat anzunehmen. Als die Partei dem nicht folgte, kandidierte er nicht wieder für den Vorsitz des SPD-Bezirks Ostwestfalen-Lippe. Stattdessen wurde er Ehrenvorsitzender. Bereits zuvor hatte er aus Gesundheitsgründen die Leitung der Freien Presse abgegeben. Allerdings schrieb er auch weiterhin zahlreiche Artikel.
Die letzten beiden Lebensjahre waren von Krankheiten geprägt. Gleichwohl sprach Severing weiterhin auf bedeutenden Parteiveranstaltungen und besuchte alte Freunde. Unter anderem besuchte er Otto Braun in der Schweiz. Sie legten die Konflikte aus der Weimarer Zeit bei. Aber noch an der Jahreswende 1951/52 mischte er sich in die politische Debatte ein und unterstützte eine Kampagne von Otto Grotewohl bzw. von SED und KPD zur Wiedervereinigung. Diesem Kurs trat Kurt Schumacher strikt entgegen, und Severing kündigte sogar an, diesen stürzen zu wollen. Dazu kam es krankheitsbedingt und wegen der Erkenntnis, von der SED missbraucht worden zu sein, nicht mehr.

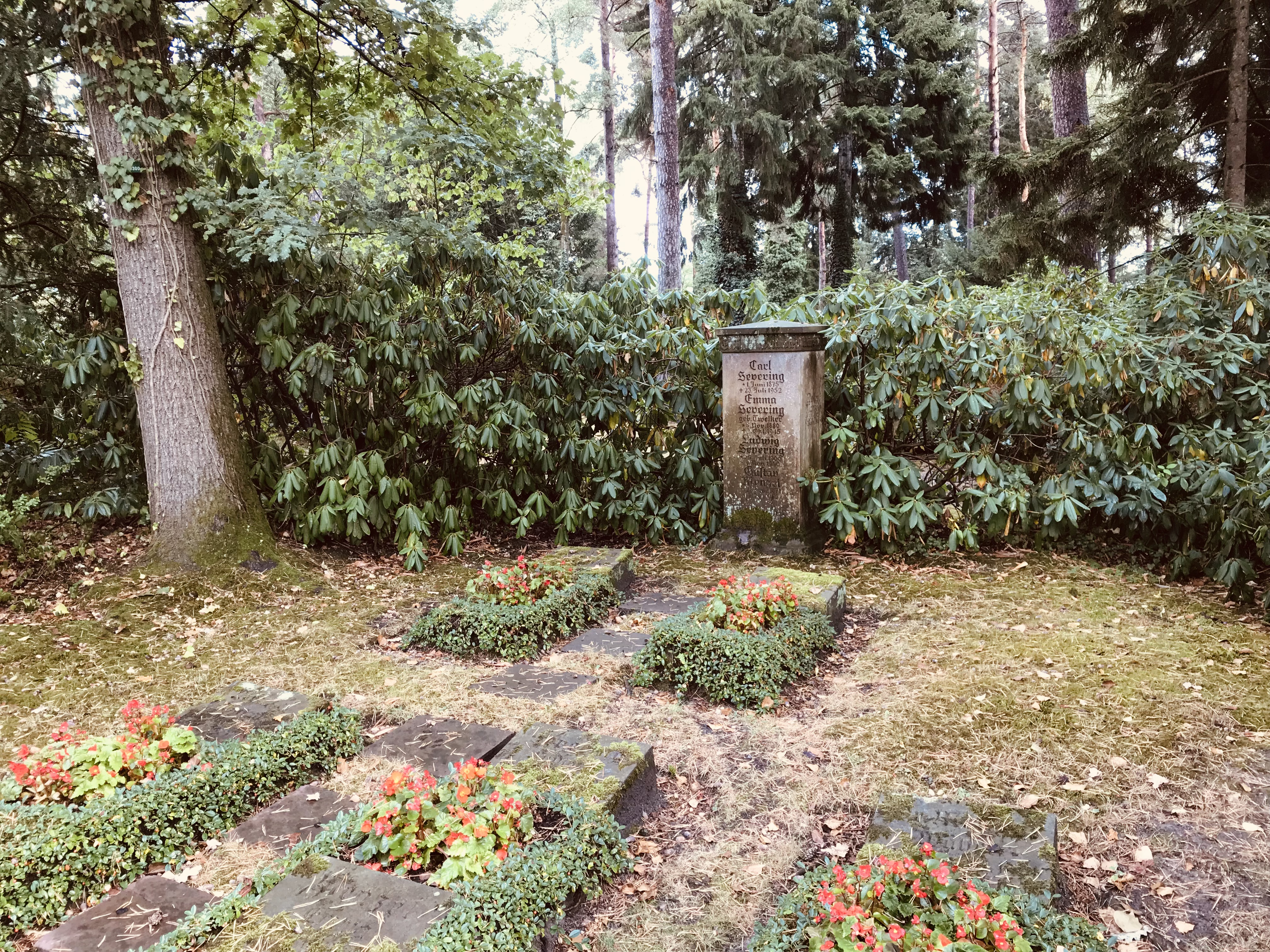
Grab Carl Severings auf dem Bielefelder Sennefriedhof

Bei seinem Tod hatte er fast jeglichen politischen Einfluss verloren. Aber nach seinem Tod zeigte sich, dass er immer noch hoch geachtet war. Der Landtag hielt eine Trauerfeier ab. Bis zur Beerdigung nutzten Tausende die Gelegenheit, um dem Aufgebahrten die letzte Ehre zu erweisen. An seinem Trauerzug nahmen mehr als 40.000 Menschen teil. Beigesetzt wurde Carl Severing auf dem Sennefriedhof.

## Trivia
Carl Severing gilt als einer der möglichen Erfinder des Slogans „Die Polizei – Dein Freund und Helfer“, der im September 1926 anlässlich der Internationalen Berliner Polizeiausstellung erstmals auftauchte. Diesbezüglich wird aber ebenso auf den Berliner Kriminalpolizisten Erich Liebermann von Sonnenberg verwiesen. Fest steht, dass der damalige Berliner Polizeipräsident Albert Grzesinski den Slogan im Vorwort eines Buchs zu besagter Polizeiausstellung zum ersten Mal offiziell benutzte. Der Slogan war zudem der Leitspruch der Ausstellung („Die Polizei, dein Freund und Helfer – Bitte treten Sie näher!“). Im Jahr 1937 verwendete ihn Heinrich Himmler in einem Geleitwort des Buchs „Die Polizei – einmal anders“ (Franz-Eher-Verlag, München), von Helmuth Koschorke.

## Ehrungen
- Nach Severing sind mehrere Bielefelder Schulen benannt worden:
  - das Carl-Severing-Berufskolleg für Metall- und Elektrotechnik,
  - das Carl-Severing-Berufskolleg für Wirtschaft und Verwaltung,
  - das Carl-Severing-Berufskolleg für Handwerk und Technik. In der Eingangshalle dieser Schule ist eine Bronzebüste Carl Severings aufgestellt, die um 1925 vom Bildhauer Georg Kolbe erschaffen wurde, – soweit bekannt der einzige Abguss dieses Kunstwerkes.
- Das Bildungszentrum Carl Severing des Landesamtes für Ausbildung, Fortbildung und Personalangelegenheiten der Polizei Nordrhein-Westfalens in Münster trägt seinen Namen.
- Mehrere Straßen in ganz Deutschland wurden nach ihm benannt, u. a. in Berlin-Buckow, Bielefeld-Quelle, Bremen-Vahr, Düsseldorf-Garath, Köln-Holweide und Hiddenhausen sowie in seiner Geburtsstadt Herford.

## Publikationen
- Die gesetzliche Regelung der Tarifverträge, 1910.
- Sozialdemokratie und Völkerhass, Verlag Internationale Korrespondenz, Berlin-Karlshorst 1915.
- Zur Londoner Gewerkschaftskonferenz, 1915.
- Zur deutschen sozialdemokratischen Reichskonferenz 1916, 1916.
- Deutschlands Zukunft und die deutsche Arbeiterklasse, 1916.
- Wie es kam!: eine Rede d. Reichs- u. Staatskommissars über d. Unruhen im Ruhrgebiet, Oberhuber Verlag, Dortmund 1920.
- Ein Wort zum deutschen sozialdemokratischen Parteitag 1921, 1921.
- Otto Hue zum Gedächtnis, 1922.
- Das Gebot der Stunde, 1923.
- Für die große Koalition, 1925.
- 1919/20 im Wetter- und Watterwinkel. Berlin 1927.
- Eine offene Wunde : Eine Untersuchung über den Stand der Kriegsschuldfrage, Hensel Verlag, Berlin 1928.
- Severings Kommunistengesetz, Internationaler Arbeiter Verlag, Berlin 1930.
- Gegen den Alkoholismus!: vier kulturpolitische Reden an Führer u. Massen, Arbeitsgemeinschaft Sozialistischer Alkoholgegner, 1930.
- Wegweiser durch die Polizei: Denkschrift, Berlin 1931.
- Die politische und soziale Lage der Polizeibeamten, 1932.
- Wegbereiter des Nationalsozialismus – Franz v. Papen: eine Porträtskizze, Freie Presse Verlag, Bielefeld 1947.
- Der Polizeigedanke einst und jetzt, Reinhardt Verlag, Frankfurt am Main 1949.
- Mein Lebensweg. Greven Verlag, Köln 1950 (2 Bände).